# Liga MX
Liga MX (ze względów sponsorskich Liga BBVA MX) – najwyższa klasa rozgrywkowa piłki nożnej mężczyzn w Meksyku. Występuje w niej osiemnaście profesjonalnych klubów, z których najlepszy zostaje mistrzem Meksyku.
Rozgrywki są toczone systemem ligowo-pucharowym. Po zakończeniu regularnego sezonu dwanaście najlepszych zespołów kwalifikuje się do fazy play-off (tzw. Liguilli) – sześć najlepszych do ćwierćfinałów, a cztery kolejne do barażów o ćwierćfinały. Zwycięzca Liguilli zdobywa tytuł mistrzowski. W ciągu roku rozgrywane są dwa niezależne półroczne sezony – jesienią Apertura, natomiast wiosną Clausura. Do 2026 roku są zawieszone spadki z ligi oraz awanse do ligi. Sześć najlepszych meksykańskich zespołów co roku kwalifikuje się do rozgrywek Pucharu Mistrzów CONCACAF, a oprócz tego każdego lata wszystkie osiemnaście drużyn rywalizuje z klubami Major League Soccer w turnieju Leagues Cup, którego trzy pierwsze miejsca również dają awans do Pucharu Mistrzów CONCACAF.
Dwoma najpopularniejszymi i najbardziej utytułowanymi klubami w Meksyku są stołeczny Club América i Chivas Guadalajara, posiadające odpowiednio szesnaście i dwanaście tytułów mistrzowskich i jako jedyne nieprzerwanie występujące w lidze od początku jej istnienia. Spotkania między tymi drużynami są traktowane jako narodowe derby i określane mianem Clásico Nacional. Oprócz wspomnianych wyżej zespołów grono tradycyjnej „wielkiej czwórki” meksykańskiego futbolu uzupełniają inne kluby ze stolicy – Cruz Azul i Pumas UNAM, mające na koncie odpowiednio dziewięć i siedem mistrzostw.

## Aktualny skład
|  |  | Klub              | Miasto          | Założenie | Stadion                | Pojemność     | Kraj      | Trener               | Od         |
|  |  | ----------------- | --------------- | --------- | ---------------------- | ------------- | --------- | -------------------- | ---------- |
|  |  | América           | Meksyk          | 1916      | Ciudad de los Deportes | 36 681 miejsc | Brazylia  | André Jardine        | od 06/2023 |
|  |  | Atlas             | Guadalajara     | 1916      | Jalisco                | 55 020 miejsc | Argentyna | Diego Cocca          | od 08/2025 |
|  |  | Atlético San Luis | San Luis Potosí | 2013      | Alfonso Lastras        | 25 709 miejsc | Hiszpania | Guillermo Abascal    | od 05/2025 |
|  |  | Cruz Azul         | Meksyk          | 1927      | Olímpico Universitario | 58 445 miejsc | Argentyna | Nicolás Larcamón     | od 06/2025 |
|  |  | Guadalajara       | Guadalajara     | 1906      | Akron                  | 46 232 miejsc | Argentyna | Gabriel Milito       | od 05/2025 |
|  |  | Juárez            | Ciudad Juárez   | 2015      | Olímpico Benito Juárez | 19 703 miejsc | Urugwaj   | Martín Varini        | od 01/2025 |
|  |  | León              | León            | 1944      | León                   | 31 297 miejsc | Argentyna | Eduardo Berizzo      | od 09/2024 |
|  |  | Mazatlán          | Mazatlán        | 2020      | El Encanto             | 20 195 miejsc | Urugwaj   | Robert Dante Siboldi | od 05/2025 |
|  |  | Monterrey         | Monterrey       | 1945      | BBVA                   | 51 348 miejsc | Hiszpania | Domènec Torrent      | od 05/2025 |
|  |  | Necaxa            | Aguascalientes  | 1923      | Victoria               | 23 851 miejsc | Argentyna | Fernando Gago        | od 06/2025 |
|  |  | Pachuca           | Pachuca         | 1901      | Hidalgo                | 25 922 miejsc | Meksyk    | Jaime Lozano         | od 05/2025 |
|  |  | Puebla            | Puebla          | 1944      | Cuauhtémoc             | 47 417 miejsc | Argentyna | Pablo Guede          | od 01/2025 |
|  |  | Pumas UNAM        | Meksyk          | 1954      | Olímpico Universitario | 58 445 miejsc | Meksyk    | Efraín Juárez        | od 03/2025 |
|  |  | Querétaro         | Querétaro       | 1950      | Corregidora            | 34 107 miejsc | Meksyk    | Benjamín Mora        | od 01/2025 |
|  |  | Santos Laguna     | Torreón         | 1983      | Corona                 | 29 101 miejsc | Hiszpania | Francisco Rodríguez  | od 05/2025 |
|  |  | Tigres UANL       | Monterrey       | 1960      | Universitario          | 41 886 miejsc | Argentyna | Guido Pizarro        | od 03/2025 |
|  |  | Tijuana           | Tijuana         | 2007      | Caliente               | 26 158 miejsc | Urugwaj   | Sebastián Abreu      | od 04/2025 |
|  |  | Toluca            | Toluca          | 1917      | Nemesio Díez           | 25 744 miejsc | Argentyna | Antonio Mohamed      | od 01/2025 |

## Historia

### 1890–1901: brytyjskie początki futbolu w Meksyku

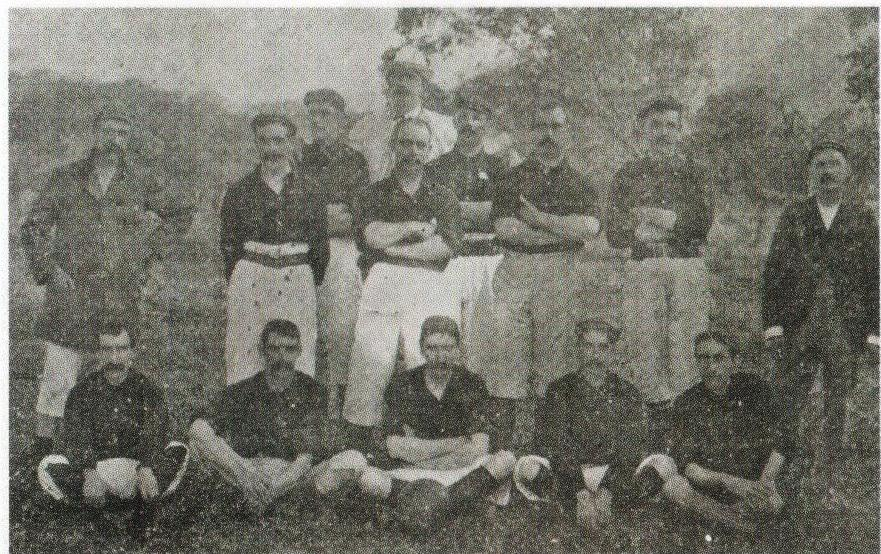
Zespół Orizaba AC, pierwszy zwycięzca rozgrywek amatorskich (1902)

Futbol przybył do Meksyku w ostatniej dekadzie XIX wieku za sprawą brytyjskich górników z Kornwalii, którzy przenieśli się do stanu Hidalgo, aby pracować w tamtejszych kopalniach surowców mineralnych. Było to możliwe dzięki działalności ówczesnego prezydenta kraju Porfirio Díaza, który udzielił różnym przedsiębiorstwom z Wielkiej Brytanii koncesji na wydobycie między innymi ołowiu, cynku i żelaza. Za pionierów meksykańskiej piłki nożnej uważa się Percy’ego C. Clifforda oraz Roberta J. Blackmore’a, którzy przywieźli do kraju zasady tej dyscypliny oraz spełniającą przyjęte wymagania piłkę do gry w futbol, a później byli głównymi inicjatorami powstania pierwszych rozgrywek amatorskich. Pierwsze spotkania piłkarskie w Meksyku były rozgrywane około 1899 roku na dziedzińcu siedziby kopalni Mina Delores w miejscowości Real del Monte, oddalonej o dziesięć minut drogi od miasta Pachuca, stolicy stanu Hidalgo. Wydarzenie to upamiętniono umieszczoną w tamtym miejscu pamiątkową tablicą o treści: El lugar donde se jugó el primer partido de futbol en México (Miejsce, w którym rozegrano pierwszy mecz piłkarski w Meksyku).
Jednym z pierwszych wielosekcyjnych klubów sportowych w Meksyku był Orizaba Athletic Club, założony w 1898 roku w mieście Orizaba w stanie Veracruz z inicjatywy osiadłego w tej miejscowości dwa lata wcześniej szkockiego robotnika Duncana Macomisha, pracującego w przędzalni juty Santa Gertrudis Jute Mill Company. Klub posiadał wsparcie lokalnych władz, które ufundowały dla niego kilka skórzanych piłek. Koncentrował się jednak głównie na popularyzowaniu krykieta i nie posiadał sekcji piłkarskiej, która powstała dopiero trzy lata później, w 1901 roku. Wówczas także został założony pierwszy w kraju samodzielnie działający klub piłkarski – Pachuca Athletic Club, założony w Pachuce przez brytyjskich pracowników kopalni Compañía Minera Real del Monte. Ze względu na równoległy rozwój futbolu w Orizabie i Pachuce obydwa te miasta uznaje się współcześnie za kolebkę meksykańskiego futbolu, choć można znaleźć opinie faworyzujące pod tym względem jedną z tych miejscowości kosztem drugiej.
Nieco później sekcje piłki nożnej powstały w dwóch kolejnych drużynach sportowych w Meksyku. Zdarzenie to miało miejsce w założonym w 1894 roku przez Brytyjczyków zespole Reforma Athletic Club ze stołecznego miasta Meksyk, uznawanym za pierwszy klub sportowy o sformalizowanej strukturze, lecz dotychczas skupiającym głównie graczy rugby, tenisa i lekkoatletów. Futbol pojawił się również w powstałym już w 1827 roku México Cricket Club (najstarszym klubie sportowym w Meksyku), również z siedzibą w stolicy kraju, jako druga sekcja (po krykiecie). W 1901 roku powstała piąta ekipa piłkarska w kraju – British Club, założona przez Percy’ego C. Clifforda, byłego zawodnika Reforma AC. Przez początkowe kilkanaście lat obecności futbolu na meksykańskiej ziemi dyscyplinę tę uprawiali niemal wyłącznie brytyjscy robotnicy oraz w zdecydowanej mniejszości nieliczni zamożni obywatele Meksyku.

### 1901–1910: powstanie ligi amatorskiej

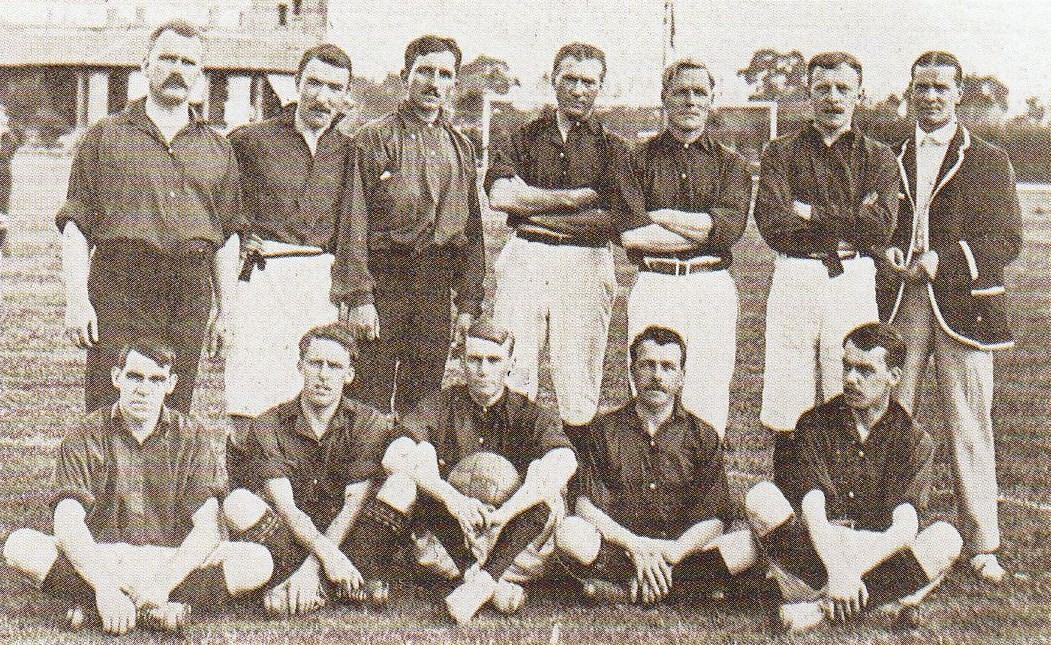
British Club, jedna z pierwszych założonych w Meksyku drużyn piłkarskich (1903)

Pomysł zorganizowania pierwszej ligi piłkarskiej w Meksyku zrodził się w 1901 roku wśród trzech brytyjskich imigrantów; Percy’ego C. Clifforda, Roberta J. Blackmore’a i Raymonda N. Penny’ego. Pierwszym krokiem w stronę zrealizowania tego celu było zorganizowane w lipcu 1902 spotkania członków pięciu istniejących wówczas drużyn piłkarskich w Meksyku – Orizaba AC (Orizaba), Pachuca AC (Pachuca), Reforma AC, México CC i British Club (wszystkie trzy z miasta Meksyk). Podczas zebrania uchwalono powstanie najstarszej ligi piłki nożnej w kraju, o nazwie Liga Mexicana de Football Association Amateur (podczas kolejnych lat znanej głównie pod hiszpańskojęzyczną nazwą Primera Fuerza), posiadającej charakter amatorski i założonej oficjalnie we wrześniu 1902. Prezesem rozgrywek został Percy C. Clifford, zaś funkcję sekretarza objął Robert J. Blackmore, który przetłumaczył zasady dyscypliny z języka angielskiego na hiszpański.
Pierwsze mecze w ramach inauguracyjnego sezonu 1902/1903 nowo powstałej, liczącej pięć zespołów i rozgrywanej corocznie ligi odbyły się 19 października 1902 na boisku przy ulicy Paseo de la Reforma w centrum miasta Meksyk. W obecności zamieszkałych w stolicy obywateli brytyjskich oraz ambasadora Wielkiej Brytanii w Meksyku George’a Greville’a rozegrano wówczas dwa spotkania pierwszej kolejki – British Club wygrał 5:1 z México CC, zaś właściciel boiska Reforma AC zremisował 2:2 z Orizaba AC. O całym zdarzeniu poinformował anglojęzyczny dziennik wydawany w stolicy – The Mexican Herald. Sezon ligowy trwał krótko; każdy zespół rozegrał zaledwie cztery mecze, a następne kolejki rozgrywano w około comiesięcznych odstępach – 19 października 1902, 22 listopada 1902, 20 grudnia 1902 i 2 lutego 1903, głównie w popołudniowych godzinach niedzielnych. Daty spotkań zostały zaplanowane tak, aby nie kolidowały z meczami popularniejszego wówczas w Meksyku krykieta. Każda z pięciu drużyn rozgrywała domowe mecze w swoim mieście, a składy zespołów stanowili z nielicznymi wyjątkami sami Brytyjczycy. Tytuł pierwszego zwycięzcy ligi wywalczył prowadzony przez Duncana Macomisha zespół Orizaba AC, który zakończył rozgrywki z bilansem trzech zwycięstw i remisu, zdobywając siedem punktów. Królem strzelców został natomiast angielski zawodnik John Hogg z pięcioma golami na koncie.
W ciągu kilku kolejnych lat popularność futbolu nieznacznie wykroczyła poza stolicę i stany Hidalgo oraz Veracruz. Około 1906 roku zaczęto rozgrywać pierwsze mecze piłkarskie w stanie Jalisco, wówczas także z inicjatywy belgijskiego sklepikarza Edgara Everaerta powstał w Guadalajarze zespół Club Unión (obecnie CD Guadalajara). W 1907 roku sir Reginald Tower, ambasador Wielkiej Brytanii w Meksyku, ufundował trofeum nowo założonych rozgrywek pucharowych, na jego cześć nazwanych Copa Tower. Miały one początkowo pełnić rolę turnieju skupiającego drużyny zarówno te z Primera Fuerza, jak i pochodzące spoza miasta Meksyk i jego okolic, a więc będącego pierwowzorem mistrzostw kraju. Pomysł ten ostatecznie zarzucono ze względu na wysokie koszty podróży poszczególnych zespołów i w Copa Tower uczestniczyły głównie kluby z Primera Fuerza równolegle do sezonu ligowego. W 1908 roku powstała druga najstarsza liga amatorska w kraju – Liga Occidental de Jalisco, skupiająca kluby z Guadalajary, która pierwsza wprowadziła system spadków i awansów. Najważniejszą rolę odgrywała jednak wciąż stołeczna Primera Fuerza i z tego względu jej zwycięzców określa się dzisiaj mianem amatorskich mistrzów Meksyku. Czołowym graczem rozgrywek był w tamtych latach angielski zawodnik Alfred C. Crowle, działający również w strukturach organizacyjnych ligi, który obok Clifforda i Blackmore’a jest uznawany za głównego propagatora piłki nożnej w Meksyku w początkowych latach jej istnienia.

### 1910–1930: wzrost popularności futbolu

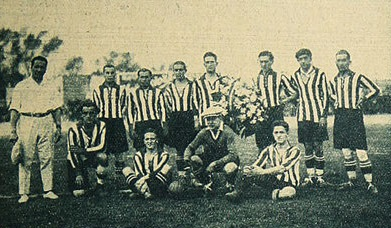
Zespół Asturias przed meczem towarzyskim z chilijskim CSD Colo-Colo (1927)

Wraz z końcem pierwszej dekady XX wieku futbol w Meksyku zaczął wydostawać się spod wpływów brytyjskich, a wskutek tego stał się bardziej otwarty dla meksykańskich obywateli, znacznie zyskując na popularności. Wpływ na to miała głównie sytuacja polityczna – wybuch obejmującej cały kraj rewolucji meksykańskiej i niedługo potem I wojny światowej skłoniła wielu Brytyjczyków do powrotu w rodzinne strony. W 1910 roku w stolicy powstał Club de Fútbol México – pierwszy klub piłkarski złożony z Meksykanów, a futbol został najpopularniejszym sportem uprawianym w prywatnych szkołach. W 1915 roku powstały rozgrywki Liga Amateur de Veracruz, skupiające drużyny ze stanu Veracruz, później zakładano również regionalne ligi amatorskie w stanach Guanajuato i Nuevo León. Mimo powstawania coraz większej liczby zespołów zakładanych przez meksykańskich obywateli (Club América, Club Atlas, Atlante FC czy CD Irapuato) oraz mało znaczących ekip imigrantów z Francji (Amicale Française) czy Niemiec (Germania FV) czołową rolę w rozgrywkach ligowych odgrywała stołeczna drużyna Club España. Klub ten, założony w 1912 roku przez imigrantów z Hiszpanii i złożony głównie z graczy narodowości hiszpańskiej, zdominował rozgrywki piłkarskie w kraju – w latach 1912–1920 pięć razy triumfował w Primera Fuerza oraz trzykrotnie w Copa Tower, zatrzymując to trofeum na własność. Club España, uznawany dziś za pierwszy wielki meksykański zespół, w 1918 roku został uhonorowany przez hiszpańskiego króla Alfonsa XIII tytułem królewskim, nosząc od tamtego czasu nazwę Real Club España.
W 1919 roku w rozgrywkach Primera Fuerza nastąpił rozłam w wyniku różnicy zdań pomiędzy zrzeszonymi w strukturach ligowych zwolennikami monarchii a republikanami i hiszpańskimi imigrantami. Ci ostatni, podważający przestrzeganie ich praw i gwarancji, utworzyli nowe rozgrywki o nazwie Liga Nacional, do których dołączył hegemon Real Club España, zaś pozostałe drużyny rywalizowały w mniej prestiżowych rozgrywkach Liga Mexicana. Sytuacja ta utrzymywała się jednak tylko przez dwa sezony, gdyż w 1921 roku, za sprawą ministra edukacji narodowej José Vasconcelosa, zdecydowano się zorganizować pierwsze w historii Meksyku piłkarskie mistrzostwa kraju, uświetniające stuletnią rocznicę uzyskania niepodległości. W tym wyjątkowym sezonie, noszącym nazwę Campeonato del Centenario (Mistrzostwa Stulecia), wzięło udział piętnaście zespołów – dziewięć ze stolicy, trzy ze stanu Veracruz, dwa ze stanu Jalisco oraz jeden ze stanu Hidalgo. Triumfatorem okazał się Real Club España, pokonując w finale inną stołeczną drużynę; złożony z imigrantów z Asturii klub Asturias FC.
W 1922 roku istniejące równolegle rozgrywki Liga Nacional i Liga Mexicana połączyły się na powrót, tym razem tworząc stołeczną ligę o nazwie Liga Mayor, będącą kontynuatorem tradycji Primera Fuerza. Wówczas także powstała organizacja Federación Central de Fútbol, pierwowzór krajowej federacji piłkarskiej. W 1923 roku swoje spotkania zaczęła rozgrywać nowo powstała piłkarska reprezentacja Meksyku, złożona głównie z graczy Club América – najlepszej wówczas drużyny w kraju i będącej jedynym w pełni meksykańskim zespołem w stolicy. W 1925 roku Enrique Gavaldá, pochodzący z Katalonii były zawodnik klubów hiszpańskich, założył pierwsze w Meksyku kolegium sędziów piłkarskich o nazwie Colegio Nacional de Árbitros. W 1927 roku został założony Meksykański Związek Piłki Nożnej, przyjęty do struktur FIFA już dwa lata po swoim powstaniu.

### 1930–1943: lata 30. i hiszpańscy imigranci
Lata 30. XX wieku były okresem, podczas którego piłka nożna stała się jedną z najpopularniejszych dyscyplin sportu w kraju. W tamtej dekadzie zmalały hiszpańskie wpływy w lidze, a wielką popularność zyskały złożone z meksykańskich piłkarzy zespoły ze stolicy, występujące w Liga Mayor. Największym klubem tamtej dekady był sponsorowany przez przedsiębiorstwo elektryczne Luz y Fuerza ligowy hegemon Club Necaxa, którego drużynę, złożoną wówczas z graczy takich jak Luis Pérez, Hilario López czy Horacio Casarín, określano wówczas mianem „Once Hermanos” („Jedenastu Braci”). Wielkie emocje wzbudzały mecze Necaxy z głównym rywalem tej ekipy, również cieszącym się dużym rozgłosem proletariackim klubem Atlante FC na czele z napastnikiem Juanem Carreño, które potrafiły przyciągnąć na stołeczny stadion Parque Asturias po kilkanaście tysięcy widzów. Wielu kibiców posiadały także inne zespoły z miasta Meksyk, takie jak Asturias FC, CD Marte, Real Club España czy Club América. Wielką popularność i powszechną sławę wśród meksykańskiej społeczności zdobył najlepszy piłkarz w kraju w tamtych latach, reprezentujący barwy Necaxy napastnik Horacio Casarín, uznawany za pierwszą legendę meksykańskiego futbolu i jednego z najwybitniejszych graczy w historii Meksyku.

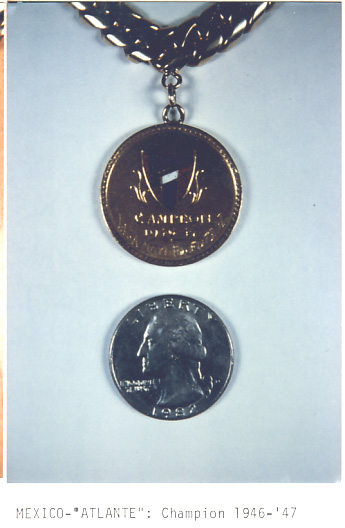
Medal wręczony zawodnikom Atlante FC za mistrzostwo Meksyku w sezonie 1946/1947

Około 1937 roku Meksyk stał się głównym celem emigracji hiszpańskich piłkarzy, opuszczających swój kraj z powodu trwającej w nim wojny domowej. W lidze meksykańskiej pojawiła się wówczas fala utalentowanych graczy z Asturii, Katalonii czy Kraju Basków, którzy skupieni w drużynach takich jak Real Club España czy Asturias FC nadawali ton ligowym rozgrywkom. W sezonie 1938/1939 w Liga Mayor wystąpiła nawet reprezentacja Kraju Basków, grająca pod nazwą CD Euzkadi, zajmując drugie miejsce w tabeli. Od tamtego czasu Liga Mayor przestała być organizowana przez Meksykański Związek Piłki Nożnej, gdyż FIFA nie uznawała występów hiszpańskich uchodźców w tych rozgrywkach. Wielu z tych graczy zdecydowało się osiedlić na stałe w Meksyku, później z sukcesami pracując w roli trenerów czy działaczy. To właśnie napływ profesjonalnych piłkarzy z Hiszpanii stał się bezpośrednią przyczyną założenia w Meksyku profesjonalnej i ogólnokrajowej ligi piłki nożnej.

### 1943–1950: powstanie ligi profesjonalnej
W 1943 roku, czterdzieści jeden lat po powstaniu pierwszych amatorskich rozgrywek w Meksyku, zdecydowano się założyć profesjonalną ligę piłkarską, która w przeciwieństwie do istniejących dotychczas lig regionalnych skupiałaby kluby z całego kraju. Modyfikacji, nadzorowanej przez Meksykański Związek Piłki Nożnej, nie przeprowadzono poprzez fuzję lig regionalnych, lecz de facto przez dołączenie do Liga Mayor dwóch klubów z Jalisco i trzech z Veracruz. Grono klubów założycielskich ligi profesjonalnej składa się z dziesięciu drużyn, które wzięły udział w jej pierwszym sezonie (1943/1944):
- Meksyk – Club América, Asturias, Atlante, Real España, Marte
- Jalisco – Atlas, Guadalajara
- Veracruz – ADO, Moctezuma, Veracruz

Nazwa nowych rozgrywek – Liga Mayor – pozostała identyczna jak poprzedniej ligi amatorskiej. W porównaniu z wcześniejszym sezonem (1942/1943), będącym zarazem ostatnim w erze amatorskiej, z rozgrywek wycofały się dwa zespoły; zmagający się z problemami ekonomicznymi Club Necaxa oraz reprezentacja stanu Jalisco (Selección Jalisco), która została rozwiązana, a jej gracze zasilili szeregi Atlasu i Guadalajary. Ze względu na nieproporcjonalnie dużą liczbę obcokrajowców występujących w klubach (z wyjątkiem złożonego z samych meksykańskich zawodników zespołu Guadalajary), w listopadzie 1943 Meksykański Związek Piłki Nożnej ustanowił przepis, na mocy którego w każdej z drużyn mogło występować tylko czterech graczy zza granicy. Od tamtego czasu wielu graczy spoza Meksyku zaczęło omijać tę zasadę poprzez przyjmowanie obywatelstwa meksykańskiego; zapobiegł temu dopiero ustanowiony w 1945 roku dekret prezydenta Manuela Ávili Camacho, nakazujący każdemu ligowemu klubowi posiadanie przynajmniej sześciu urodzonych w Meksyku piłkarzy.
Dwoma pierwszymi profesjonalnymi mistrzami Meksyku zostawały zespoły złożone z imigrantów, odnoszące sukcesy jeszcze w erze amatorskiej, czyli Asturias FC i Real Club España, których gwiazdami byli zagraniczni napastnicy – Hiszpan Isidro Lángara (España) oraz Argentyńczyk Roberto Aballay (Asturias), którzy zostawali królami strzelców rozgrywek. Siła i prestiż tych drużyn znacznie spadły po wejściu w życie wspomnianych wcześniej przepisów o obcokrajowcach, wskutek czego sukcesy zaczęły odnosić kluby złożone z Meksykanów – w 1946 roku mistrzem został CD Veracruz (pierwszy mistrz Meksyku spoza stolicy), w 1947 roku Atlante FC, a w 1948 i 1949 roku Club León (pierwszy zespół, który obronił tytuł mistrzowski). Początkowo trenerami byli niemal wyłącznie obcokrajowcy, z krajów takich jak Hiszpania, Argentyna czy z Europy Środkowej (głównie z Węgier). W ciągu siedmiu lat od powstania rozgrywek do ligi dołączały kolejne drużyny zapraszane przez Meksykański Związek Piłki Nożnej (nie istniał jeszcze system awansów i spadków) – Club León, CD Oro, Puebla FC, CF Monterrey, CD Tampico i San Sebastián de León. W 1948 roku Meksykański Związek Piłki Nożnej ponownie stał się formalnym organizatorem rozgrywek ligowych.

### 1950–1970: meksykanizacja ligi i wprowadzenie awansów
W 1950 roku w rozgrywkach ligowych nastąpił szereg poważnych zmian. Mało znaczące w ostatnich latach wskutek reform dotyczących obcokrajowców zasłużone zespoły Real Club España i Asturias FC, niegdysiejsi hegemoni lig amatorskich, wycofały się z rozgrywek. Doprowadziło to niespotykanej wcześniej na taką skalę meksykanizację ligi, w której wciąż dużą rolę odgrywali zagraniczni piłkarze, jednak stanowili oni zdecydowaną mniejszość. Jeszcze ważniejsza zmiana miała miejsce w organizacji struktury ligowej – założono wówczas drugą ligę meksykańską Segunda División, wskutek czego Liga Mayor zmieniła nazwę na Primera División. Podobnie jak w europejskich krajach wprowadzono spadki i awanse, dzięki czemu rozgrywki przestały mieć charakter zamknięty – do ligi mogły awansować czołowe zespoły z zaplecza najwyższej klasy rozgrywkowej. Liczbę klubów grających w Primera División ustabilizowano – najpierw na poziomie dwunastu, później czternastu i szesnastu.
Pierwszym klubem w erze profesjonalnej, który potrafił utrzymać supremację w lidze dłużej niż dwa sezony, był Chivas de Guadalajara. Drużyna ta, na przełomie lat 50. i 60. niemająca sobie równych w całym kraju i określana mianem „Campeonisímo” (od „campeón” – mistrz), w latach 1956–1965 aż siedem razy (na dziewięć sezonów) zdobywała mistrzostwo Meksyku, zyskując ogromną popularność wśród piłkarskich kibiców. Nastał czas nowych gwiazd meksykańskiego futbolu – miejsce wcześniejszych idoli, takich jak Horacio Casarín, Luis „Pirata” de la Fuente czy Adalberto „Dumbo” López zajęła plejada uzdolnionych zawodników, której przedstawicielami byli między innymi Salvador „Chava” Reyes, Jaime „Tubo” Gómez, Juan „Bigotón” Jasso, Héctor Hernández, Guillermo „Tigre” Sepúlveda, Antonio „Tota” Carbajal, Alfonso „Pescado” Portugal, Raúl Cárdenas i Brazylijczyk Zague oraz wybitni trenerzy Ignacio Trelles czy Javier de la Torre.
W tamtym czasie do ligi awansowały również po raz pierwszy kluby, które w następnych dziesięcioleciach (wliczając w to obecne czasy) nadawały ton rozgrywkom; Deportivo Toluca (1952/1953), Pumas UNAM (1961/1962) czy Cruz Azul (1963/1964). W latach 60. ogromny wkład w rozwój meksykańskiego futbolu miał ówczesny prezydent Meksykańskiego Związku Piłki Nożnej – Guillermo Cañedo de la Bárcena. Za jego kadencji wprowadzono wiele reform ligowych, powstała północnoamerykańska federacja CONCACAF, zaś Meksykowi przydzielono organizację piłkarskich Mistrzostw Świata 1970. W tamtym czasie założono rozgrywki Pucharu Mistrzów CONCACAF, od początku zdominowane przez kluby meksykańskie.

### 1970–1996: mistrzostwa świata i wprowadzenie Liguilli
W 1970 roku w Meksyku odbyły się Mistrzostwa Świata w Piłce Nożnej, co stanowiło kolejny fundamentalny bodziec do rozwoju ligi. Rozbudowano istniejące już stadiony i wzniesiono nowe obiekty, na czele z jednym z największych i najsłynniejszych stadionów piłkarskich świata – stołecznym Estadio Azteca, a także Estadio Jalisco, Estadio Cuauhtémoc, Estadio Nou Camp czy Estadio Nemesio Díez. Mundialowe występy gwiazd światowych boisk, takich jak Pelé, Franz Beckenbauer, Bobby Charlton, Teófilo Cubillas, Luigi Riva i Ladislao Mazurkiewicz, spowodowały zainteresowanie futbolem kolejnych setek tysięcy Meksykanów.

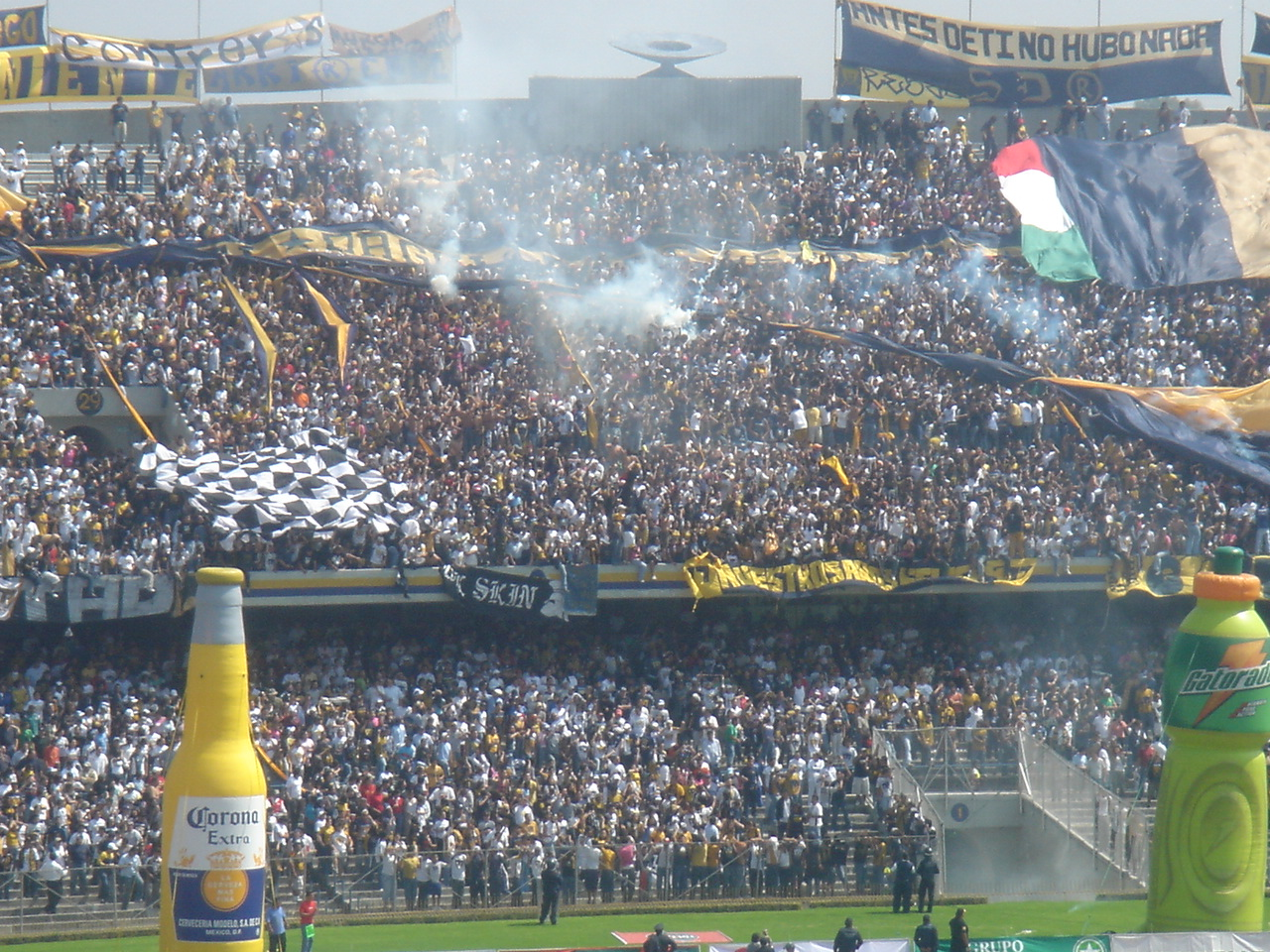
Kibice klubu Pumas UNAM na Estadio Olímpico Universitario

Bezpośrednio przez mistrzostwami rozegrano krótki, półroczny sezon o nazwie México '70, w którym po raz pierwszy zastosowano fazę play-off, znaną potocznie pod nazwą Liguilla, dzięki czemu Primera División stała się rozgrywkami o charakterze ligowo–pucharowym. Tym samym od 1970 roku aż do dziś mistrzem Meksyku nie zostaje drużyna z największą liczbą punktów, lecz zwycięzca dwumeczu finałowego ligowej fazy play-off, do której kwalifikują się najlepsze kluby regularnego sezonu. Spowodowało to znaczne wyrównanie poziomu ligi – mało której drużynie udało się zdominować rozgrywki na więcej niż sezon, choć zdarzały się wyjątki, takie jak Cruz Azul w latach 1970–1974 (cztery mistrzostwa), Club América w latach 1983–1989 (pięć mistrzostw) albo Club Necaxa w latach 1994–1996 (dwa mistrzostwa i wicemistrzostwo).
Począwszy od lat 80. poziom ligi meksykańskiej zaczął systematycznie wzrastać – dzięki zainwestowaniu dużych pieniędzy w ligowe zespoły przez zamożne przedsiębiorstwa stało się możliwe sprowadzanie do rozgrywek wysokiej jakości obcokrajowców z lig południowoamerykańskich, głównie z Argentyny, ale także z Urugwaju, Chile, Paragwaju czy Kolumbii. Równocześnie postawiono na szkolenie własnej młodzieży, co zaowocowało poprawą wyników reprezentacji Meksyku, która począwszy od 1986 roku regularnie wychodziła z grupy na mistrzostwach świata. W 1991 roku dokonano kolejnej reformy Primera División – do drugiej ligi nie spadał już ostatni klub w tabeli regularnego sezonu, lecz drużyna, która uzbierała najmniejszą średnią punktów na mecz w ciągu ostatnich trzech lat. System ten jest określany jako Porcentaje. Meksykańskie zespoły, oprócz dominacji w Pucharze Mistrzów CONCACAF, trzykrotnie wygrały w tamtym okresie prestiżowe trofeum Copa Interamericana, przyznawane za zwycięstwo z triumfatorem południowoamerykańskiego Copa Libertadores – dwa razy uczynił to Club América, zaś raz Pumas UNAM. Ponadto w 1986 roku Meksyk ponownie zorganizował Mistrzostwa Świata w Piłce Nożnej.

### 1996–2012: wprowadzenie półrocznych sezonów

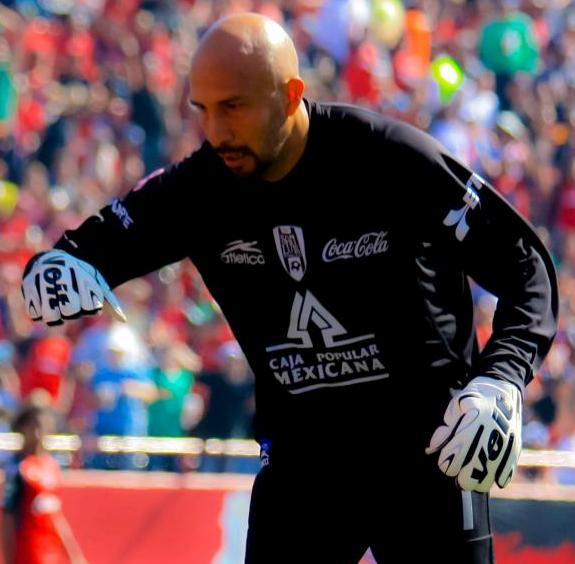
Óscar Pérez, rekordzista pod względem występów w lidze

W 1996 roku miała miejsce kolejna fundamentalna reforma ligi na wzór argentyńskiej Primera División – od tego czasu zamiast rocznych sezonów są rozgrywane krótkie, półroczne sezony – jesienny i wiosenny. W latach 1996–2002 jesienne sezony nosiły nazwę Invierno, a wiosenne Verano, zaś od 2002 roku wyróżniamy jesienny sezon Apertura i wiosenny Clausura. Pierwszym klubem, który zdołał w takim formacie rozgrywek obronić tytuł mistrzowski, był Pumas UNAM, który w 2004 roku został mistrzem Meksyku zarówno w sezonie Clausura, jak i Apertura. Przez ostatnie szesnaście lat istnienia ligi pod nazwą Primera División mocną pozycję wywalczyły sobie zwłaszcza dwa kluby, nie odnoszące do tej pory tylu sukcesów – Deportivo Toluca (w latach 1996–2012 siedem tytułów mistrzowskich i trzy wicemistrzowskie) oraz CF Pachuca (w tym samym okresie pięć mistrzostw i dwa wicemistrzostwa). Czołowymi klubami meksykańskimi stały się także mające swoją siedzibę na północy kraju Santos Laguna (cztery mistrzostwa, cztery wicemistrzostwa), CF Monterrey (trzy mistrzostwa, trzy wicemistrzostwa) i Tigres UANL (mistrzostwo, dwa wicemistrzostwa).
Od 1998 roku meksykańskie kluby zostały dopuszczone do udziału w najbardziej prestiżowych rozgrywkach południowoamerykańskiego kontynentu – Copa Libertadores, zaś w latach 2005–2008 także w Copa Sudamericana. Od 2006 roku niemal co roku biorą także udział w Klubowych Mistrzostwach Świata poprzez regularne zwycięstwa w rozgrywkach Pucharze Mistrzów CONCACAF. W latach 2002 i 2006–2008 meksykańska Primera División znajdowała się według IFFHS w pierwszej dziesiątce najlepszych lig świata.

### od 2012: rebranding rozgrywek, powstanie Liga MX
W czerwcu 2012 przeprowadzono rebranding ligi meksykańskiej – format rozgrywek pozostał taki sam, zmieniając jednocześnie nazwę ligi z Primera División na Liga MX (równocześnie druga liga zmieniła nazwę z Liga de Ascenso na Ascenso MX i wznowiono rozgrywki o puchar Meksyku pod nazwą Copa MX). Równocześnie Meksykański Związek Piłki Nożnej przestał być formalnym organizatorem rozgrywek. Rok później ogłoszono natomiast podpisanie umowy z największą w kraju instytucją finansową BBVA Bancomer, opiewającej na 25 milionów dolarów, na mocy której liga zmieniła oficjalną nazwę na Liga Bancomer MX.
W kolejnych latach wykrystalizowała się nowa „wielka trójka” meksykańskiej piłki, którą stworzyły Club América, Tigres UANL oraz CF Monterrey. Te trzy kluby zdominowały ligę pod względem budżetu, jakości ściąganych zawodników i liczby zdobywanych trofeów. Trzej giganci pozostają potentatami nie tylko na arenie krajowej, ale również zaliczają się do ścisłej czołówki całego kontynentu amerykańskiego.
W 2016 roku Liga MX ogłosiła, że jej kluby nie będą już brały udziału w Copa Libertadores, ze względu na zmianę formatu tego turnieju. Trzy meksykańskie kluby dotarły do finału tych rozgrywek – Cruz Azul (2001), Guadalajara (2010) i Tigres UANL (2015).
W 2020 roku Liga MX zadecydowała, że przez najbliższe 6 lat nie będzie spadków z ligi ani awansów do ligi. Od tej pory ostatni klub w tabeli sumarycznej zamiast relegacji wyłącznie płaci karę finansową

## Triumfatorzy
| 1943/1944         | Asturias (1)                              | 4–1                                       | España                                    | Isidro Lángara           | España            | 27 | Ernst Pauler                | Asturias      |  |
| 1944/1945         | España (1)                                | brak                                      | Puebla                                    | Roberto Aballay          | Asturias          | 40 | Rodolfo Muñoz               | España        |  |
| 1945/1946         | Veracruz (1)                              | brak                                      | Atlante                                   | Isidro Lángara (2)       | España            | 40 | Enrique Palomini            | Veracruz      |  |
| 1946/1947         | Atlante (1)                               | brak                                      | León                                      | Adalberto López          | León              | 33 | Luis Grocz                  | Atlante       |  |
| 1947/1948         | León (1)                                  | 0–0                                       | Oro                                       | Adalberto López (2)      | León              | 36 | José María Casullo          | León          |  |
| 1947/1948         | León (1)                                  | 2–0                                       | Oro                                       | Adalberto López (2)      | León              | 36 | José María Casullo          | León          |  |
| 1948/1949         | León (2)                                  | brak                                      | Atlas                                     | Adalberto López (3)      | León              | 28 | José María Casullo (2)      | León          |  |
| 1949/1950         | Veracruz (2)                              | brak                                      | Atlante                                   | Julio Ayllón             | Veracruz          | 30 | Juan Luque de Serrallonga   | Veracruz      |  |
| 1950/1951         | Atlas (1)                                 | brak                                      | Atlante                                   | Horacio Casarín          | Necaxa            | 17 | Eduardo Valdatti            | Atlas         |  |
| 1951/1952         | León (3)                                  | brak                                      | Guadalajara                               | Adalberto López (4)      | Oro               | 16 | Antonio López Herranz       | León          |  |
| 1952/1953         | Tampico (1)                               | brak                                      | Zacatepec                                 | Tulio Quiñones           | Necaxa            | 14 | Joaquín Urquiaga            | Tampico       |  |
| 1953/1954         | Marte (1)                                 | brak                                      | Oro                                       | Juan Carlos Carrera      | Oro               | 21 | Ignacio Trelles             | Marte         |  |
| 1953/1954         | Marte (1)                                 | brak                                      | Oro                                       | Adalberto López (5)      | Guadalajara       | 21 | Ignacio Trelles             | Marte         |  |
| 1953/1954         | Marte (1)                                 | brak                                      | Oro                                       | Julio María Palleiro     | Necaxa            | 21 | Ignacio Trelles             | Marte         |  |
| 1954/1955         | Zacatepec (1)                             | brak                                      | Guadalajara                               | Julio María Palleiro (2) | Necaxa            | 19 | Ignacio Trelles (2)         | Zacatepec     |  |
| 1955/1956         | León (4)                                  | 4–2                                       | Oro                                       | Héctor Hernández         | Oro               | 25 | Antonio López Herranz (2)   | León          |  |
| 1956/1957         | Guadalajara (1)                           | brak                                      | Toluca                                    | Crescencio Gutiérrez     | Guadalajara       | 19 | Donald Ross                 | Guadalajara   |  |
| 1957/1958         | Zacatepec (2)                             | brak                                      | Toluca                                    | Carlos Lara              | Zacatepec         | 19 | Ignacio Trelles (3)         | Zacatepec     |  |
| 1958/1959         | Guadalajara (2)                           | brak                                      | León                                      | Eduardo González Palmer  | América           | 25 | Árpád Fekete                | Guadalajara   |  |
| 1959/1960         | Guadalajara (3)                           | brak                                      | América                                   | Roberto Rolando          | Tampico           | 22 | Árpád Fekete (2)            | Guadalajara   |  |
| 1960/1961         | Guadalajara (4)                           | brak                                      | Oro                                       | Carlos Lara (2)          | Zacatepec         | 22 | Javier de la Torre          | Guadalajara   |  |
| 1961/1962         | Guadalajara (5)                           | brak                                      | América                                   | Salvador Reyes           | Guadalajara       | 21 | Javier de la Torre (2)      | Guadalajara   |  |
| 1961/1962         | Guadalajara (5)                           | brak                                      | América                                   | Carlos Lara (3)          | Zacatepec         | 21 | Javier de la Torre (2)      | Guadalajara   |  |
| 1962/1963         | Oro (1)                                   | brak                                      | Guadalajara                               | Amaury Epaminondas       | Oro               | 19 | Árpád Fekete (3)            | Oro           |  |
| 1963/1964         | Guadalajara (6)                           | brak                                      | América                                   | Alberto Etcheverry       | Pumas UNAM        | 20 | Javier de la Torre (3)      | Guadalajara   |  |
| 1964/1965         | Guadalajara (7)                           | brak                                      | Oro                                       | Amaury Epaminondas (2)   | Oro               | 21 | Javier de la Torre (4)      | Guadalajara   |  |
| 1965/1966         | América (1)                               | brak                                      | Atlas                                     | Zague                    | América           | 20 | Roberto Scarone             | América       |  |
| 1966/1967         | Toluca (1)                                | brak                                      | América                                   | Amaury Epaminondas (3)   | Toluca            | 21 | Ignacio Trelles (4)         | Toluca        |  |
| 1967/1968         | Toluca (2)                                | brak                                      | Pumas UNAM                                | Bernardo Hernández       | Atlante           | 19 | Ignacio Trelles (5)         | Toluca        |  |
| 1968/1969         | Cruz Azul (1)                             | brak                                      | Guadalajara                               | Luis Estrada             | León              | 24 | Raúl Cárdenas               | Cruz Azul     |  |
| 1969/1970         | Guadalajara (8)                           | brak                                      | Cruz Azul                                 | Vicente Pereda           | Toluca            | 20 | Javier de la Torre (5)      | Guadalajara   |  |
| México '70        | Cruz Azul (2)                             | brak                                      | Guadalajara                               | Sergio Anaya             | León              | 16 | Raúl Cárdenas (2)           | Cruz Azul     |  |
| 1970/1971         | América (2)                               | 0–0                                       | Toluca                                    | Enrique Borja            | América           | 20 | José Antonio Roca           | América       |  |
| 1970/1971         | América (2)                               | 2–0                                       | Toluca                                    | Enrique Borja            | América           | 20 | José Antonio Roca           | América       |  |
| 1971/1972         | Cruz Azul (3)                             | 4–1                                       | América                                   | Enrique Borja (2)        | América           | 26 | Raúl Cárdenas (3)           | Cruz Azul     |  |
| 1972/1973         | Cruz Azul (4)                             | 1–1                                       | León                                      | Enrique Borja (3)        | América           | 24 | Raúl Cárdenas (4)           | Cruz Azul     |  |
| 1972/1973         | Cruz Azul (4)                             | 0–0                                       | León                                      | Enrique Borja (3)        | América           | 24 | Raúl Cárdenas (4)           | Cruz Azul     |  |
| 1972/1973         | Cruz Azul (4)                             | 2–1 (pd)                                  | León                                      | Enrique Borja (3)        | América           | 24 | Raúl Cárdenas (4)           | Cruz Azul     |  |
| 1973/1974         | Cruz Azul (5)                             | 1–2                                       | Atlético Español                          | Osvaldo Castro           | América           | 26 | Raúl Cárdenas (5)           | Cruz Azul     |  |
| 1973/1974         | Cruz Azul (5)                             | 3–0                                       | Atlético Español                          | Osvaldo Castro           | América           | 26 | Raúl Cárdenas (5)           | Cruz Azul     |  |
| 1974/1975         | Toluca (3)                                | brak                                      | León                                      | Horacio López Salgado    | Cruz Azul         | 25 | Ricardo de León             | Toluca        |  |
| 1975/1976         | América (3)                               | 3–0                                       | UdeG                                      | Cabinho                  | Pumas UNAM        | 29 | Raúl Cárdenas (6)           | América       |  |
| 1975/1976         | América (3)                               | 1–0                                       | UdeG                                      | Cabinho                  | Pumas UNAM        | 29 | Raúl Cárdenas (6)           | América       |  |
| 1976/1977         | Pumas UNAM (1)                            | 0–0                                       | UdeG                                      | Cabinho (2)              | Pumas UNAM        | 34 | György Marik                | Pumas UNAM    |  |
| 1976/1977         | Pumas UNAM (1)                            | 1–0                                       | UdeG                                      | Cabinho (2)              | Pumas UNAM        | 34 | György Marik                | Pumas UNAM    |  |
| 1977/1978         | Tigres UANL (1)                           | 2–0                                       | Pumas UNAM                                | Cabinho (3)              | Pumas UNAM        | 33 | Carlos Miloc                | Tigres UANL   |  |
| 1977/1978         | Tigres UANL (1)                           | 1–1                                       | Pumas UNAM                                | Cabinho (3)              | Pumas UNAM        | 33 | Carlos Miloc                | Tigres UANL   |  |
| 1978/1979         | Cruz Azul (6)                             | 0–0                                       | Pumas UNAM                                | Cabinho (4)              | Pumas UNAM        | 26 | Ignacio Trelles (6)         | Cruz Azul     |  |
| 1978/1979         | Cruz Azul (6)                             | 2–0                                       | Pumas UNAM                                | Hugo Sánchez             | Pumas UNAM        | 26 | Ignacio Trelles (6)         | Cruz Azul     |  |
| 1979/1980         | Cruz Azul (7)                             | 1–0                                       | Tigres UANL                               | Cabinho (5)              | Atlante           | 30 | Ignacio Trelles (7)         | Cruz Azul     |  |
| 1979/1980         | Cruz Azul (7)                             | 3–3                                       | Tigres UANL                               | Cabinho (5)              | Atlante           | 30 | Ignacio Trelles (7)         | Cruz Azul     |  |
| 1980/1981         | Pumas UNAM (2)                            | 0–1                                       | Cruz Azul                                 | Cabinho (6)              | Atlante           | 29 | Bora Milutinović            | Pumas UNAM    |  |
| 1980/1981         | Pumas UNAM (2)                            | 4–1                                       | Cruz Azul                                 | Cabinho (6)              | Atlante           | 29 | Bora Milutinović            | Pumas UNAM    |  |
| 1981/1982         | Tigres UANL (2)                           | 2–1                                       | Atlante                                   | Cabinho (7)              | Atlante           | 32 | Carlos Miloc (2)            | Tigres UANL   |  |
| 1981/1982         | Tigres UANL (2)                           | 0–1 (3–1 k)                               | Atlante                                   | Cabinho (7)              | Atlante           | 32 | Carlos Miloc (2)            | Tigres UANL   |  |
| 1982/1983         | Puebla (1)                                | 1–2                                       | Guadalajara                               | Norberto Outes           | América           | 22 | Manuel Lapuente             | Puebla        |  |
| 1982/1983         | Puebla (1)                                | 1–0 (7–6 k)                               | Guadalajara                               | Norberto Outes           | América           | 22 | Manuel Lapuente             | Puebla        |  |
| 1983/1984         | América (4)                               | 2–2                                       | Guadalajara                               | Norberto Outes (2)       | Necaxa            | 28 | Carlos Reinoso              | América       |  |
| 1983/1984         | América (4)                               | 3–1                                       | Guadalajara                               | Norberto Outes (2)       | Necaxa            | 28 | Carlos Reinoso              | América       |  |
| 1984/1985         | América (5)                               | 1–1                                       | Pumas UNAM                                | Cabinho (8)              | León              | 23 | Miguel Ángel López          | América       |  |
| 1984/1985         | América (5)                               | 0–0                                       | Pumas UNAM                                | Cabinho (8)              | León              | 23 | Miguel Ángel López          | América       |  |
| 1984/1985         | América (5)                               | 3–1                                       | Pumas UNAM                                | Cabinho (8)              | León              | 23 | Miguel Ángel López          | América       |  |
| Prode '85         | América (6)                               | 1–4                                       | Tampico Madero                            | Sergio Lira              | Tampico Madero    | 10 | Miguel Ángel López (2)      | América       |  |
| Prode '85         | América (6)                               | 4–0 (pd)                                  | Tampico Madero                            | Sergio Lira              | Tampico Madero    | 10 | Miguel Ángel López (2)      | América       |  |
| México '86        | Monterrey (1)                             | 1–2                                       | Tampico Madero                            | Francisco Javier Cruz    | Monterrey         | 14 | Francisco Avilán            | Monterrey     |  |
| México '86        | Monterrey (1)                             | 2–0 (pd)                                  | Tampico Madero                            | Sergio Lira (2)          | Tampico Madero    | 14 | Francisco Avilán            | Monterrey     |  |
| 1986/1987         | Guadalajara (9)                           | 1–2                                       | Cruz Azul                                 | José Zalazar             | Tecos UAG         | 23 | Alberto Guerra              | Guadalajara   |  |
| 1986/1987         | Guadalajara (9)                           | 3–0                                       | Cruz Azul                                 | José Zalazar             | Tecos UAG         | 23 | Alberto Guerra              | Guadalajara   |  |
| 1987/1988         | América (7)                               | 0–1                                       | Pumas UNAM                                | Luis Flores              | Pumas UNAM        | 24 | Jorge Vieira                | América       |  |
| 1987/1988         | América (7)                               | 4–1                                       | Pumas UNAM                                | Luis Flores              | Pumas UNAM        | 24 | Jorge Vieira                | América       |  |
| 1988/1989         | América (8)                               | 3–2                                       | Cruz Azul                                 | Sergio Lira (3)          | Tampico Madero    | 29 | Jorge Vieira (2)            | América       |  |
| 1988/1989         | América (8)                               | 2–2                                       | Cruz Azul                                 | Sergio Lira (3)          | Tampico Madero    | 29 | Jorge Vieira (2)            | América       |  |
| 1989/1990         | Puebla (2)                                | 2–1                                       | UdeG                                      | Jorge Comas              | Veracruz          | 26 | Manuel Lapuente (2)         | Puebla        |  |
| 1989/1990         | Puebla (2)                                | 4–3                                       | UdeG                                      | Jorge Comas              | Veracruz          | 26 | Manuel Lapuente (2)         | Puebla        |  |
| 1990/1991         | Pumas UNAM (3)                            | 2–3                                       | América                                   | Luis García Postigo      | Pumas UNAM        | 26 | Miguel Mejía Barón          | Pumas UNAM    |  |
| 1990/1991         | Pumas UNAM (3)                            | 1–0                                       | América                                   | Luis García Postigo      | Pumas UNAM        | 26 | Miguel Mejía Barón          | Pumas UNAM    |  |
| 1991/1992         | León (5)                                  | 0–0                                       | Puebla                                    | Luis García Postigo (2)  | Pumas UNAM        | 24 | Víctor Manuel Vucetich      | León          |  |
| 1991/1992         | León (5)                                  | 2–0 (pd)                                  | Puebla                                    | Luis García Postigo (2)  | Pumas UNAM        | 24 | Víctor Manuel Vucetich      | León          |  |
| 1992/1993         | Atlante (2)                               | 1–0                                       | Monterrey                                 | Ivo Basay                | Necaxa            | 27 | Ricardo La Volpe            | Atlante       |  |
| 1992/1993         | Atlante (2)                               | 3–0                                       | Monterrey                                 | Ivo Basay                | Necaxa            | 27 | Ricardo La Volpe            | Atlante       |  |
| 1993/1994         | Tecos UAG (1)                             | 0–1                                       | Santos Laguna                             | Carlos Hermosillo        | Cruz Azul         | 27 | Víctor Manuel Vucetich (2)  | Tecos UAG     |  |
| 1993/1994         | Tecos UAG (1)                             | 2–0 (pd)                                  | Santos Laguna                             | Carlos Hermosillo        | Cruz Azul         | 27 | Víctor Manuel Vucetich (2)  | Tecos UAG     |  |
| 1994/1995         | Necaxa (1)                                | 1–1                                       | Cruz Azul                                 | Carlos Hermosillo (2)    | Cruz Azul         | 35 | Manuel Lapuente (3)         | Necaxa        |  |
| 1994/1995         | Necaxa (1)                                | 2–0                                       | Cruz Azul                                 | Carlos Hermosillo (2)    | Cruz Azul         | 35 | Manuel Lapuente (3)         | Necaxa        |  |
| 1995/1996         | Necaxa (2)                                | 1–1                                       | Celaya                                    | Carlos Hermosillo (3)    | Cruz Azul         | 26 | Manuel Lapuente (4)         | Necaxa        |  |
| 1995/1996         | Necaxa (2)                                | 0–0                                       | Celaya                                    | Carlos Hermosillo (3)    | Cruz Azul         | 26 | Manuel Lapuente (4)         | Necaxa        |  |
| Invierno 1996     | Santos Laguna (1)                         | 0–1                                       | Necaxa                                    | Carlos Muñoz Cobo        | Puebla            | 15 | Alfredo Tena                | Santos Laguna |  |
| Invierno 1996     | Santos Laguna (1)                         | 4–2                                       | Necaxa                                    | Carlos Muñoz Cobo        | Puebla            | 15 | Alfredo Tena                | Santos Laguna |  |
| Verano 1997       | Guadalajara (10)                          | 1–1                                       | Toros Neza                                | Gabriel Caballero        | Santos Laguna     | 12 | Ricardo Ferretti            | Guadalajara   |  |
| Verano 1997       | Guadalajara (10)                          | 6–1                                       | Toros Neza                                | Lorenzo Sáez             | Pachuca           | 12 | Ricardo Ferretti            | Guadalajara   |  |
| Invierno 1997     | Cruz Azul (8)                             | 1–0                                       | León                                      | Luis García Postigo (3)  | Atlante           | 12 | Luis Fernando Tena          | Cruz Azul     |  |
| Invierno 1997     | Cruz Azul (8)                             | 1–1 (pd)                                  | León                                      | Luis García Postigo (3)  | Atlante           | 12 | Luis Fernando Tena          | Cruz Azul     |  |
| Verano 1998       | Toluca (4)                                | 1–2                                       | Necaxa                                    | José Cardozo             | Toluca            | 13 | Enrique Meza                | Toluca        |  |
| Verano 1998       | Toluca (4)                                | 5–2                                       | Necaxa                                    | José Cardozo             | Toluca            | 13 | Enrique Meza                | Toluca        |  |
| Invierno 1998     | Necaxa (3)                                | 0–0                                       | Guadalajara                               | Cuauhtémoc Blanco        | América           | 16 | Raúl Arias                  | Necaxa        |  |
| Invierno 1998     | Necaxa (3)                                | 2–0                                       | Guadalajara                               | Cuauhtémoc Blanco        | América           | 16 | Raúl Arias                  | Necaxa        |  |
| Verano 1999       | Toluca (5)                                | 3–3                                       | Atlas                                     | José Cardozo (2)         | Toluca            | 15 | Enrique Meza (2)            | Toluca        |  |
| Verano 1999       | Toluca (5)                                | 2–2 (5–4 k)                               | Atlas                                     | José Cardozo (2)         | Toluca            | 15 | Enrique Meza (2)            | Toluca        |  |
| Invierno 1999     | Pachuca (1)                               | 2–2                                       | Cruz Azul                                 | Jesús Olalde             | Pumas UNAM        | 15 | Javier Aguirre              | Pachuca       |  |
| Invierno 1999     | Pachuca (1)                               | 1–0 (pd)                                  | Cruz Azul                                 | Jesús Olalde             | Pumas UNAM        | 15 | Javier Aguirre              | Pachuca       |  |
| Verano 2000       | Toluca (6)                                | 2–0                                       | Santos Laguna                             | Sebastián Abreu          | Tecos UAG         | 14 | Enrique Meza (3)            | Toluca        |  |
| Verano 2000       | Toluca (6)                                | 5–1                                       | Santos Laguna                             | Everaldo Begines         | León              | 14 | Enrique Meza (3)            | Toluca        |  |
| Verano 2000       | Toluca (6)                                | 5–1                                       | Santos Laguna                             | Agustín Delgado          | Necaxa            | 14 | Enrique Meza (3)            | Toluca        |  |
| Invierno 2000     | Morelia (1)                               | 3–1                                       | Toluca                                    | Jared Borgetti           | Santos Laguna     | 17 | Luis Fernando Tena (2)      | Morelia       |  |
| Invierno 2000     | Morelia (1)                               | 0–2 (5–4 k)                               | Toluca                                    | Jared Borgetti           | Santos Laguna     | 17 | Luis Fernando Tena (2)      | Morelia       |  |
| Verano 2001       | Santos Laguna (2)                         | 1–2                                       | Pachuca                                   | Jared Borgetti (2)       | Santos Laguna     | 13 | Fernando Quirarte           | Santos Laguna |  |
| Verano 2001       | Santos Laguna (2)                         | 3–1                                       | Pachuca                                   | Jared Borgetti (2)       | Santos Laguna     | 13 | Fernando Quirarte           | Santos Laguna |  |
| Invierno 2001     | Pachuca (2)                               | 2–0                                       | Tigres UANL                               | Martín Rodríguez         | Irapuato          | 12 | Alfredo Tena (2)            | Pachuca       |  |
| Invierno 2001     | Pachuca (2)                               | 1–1                                       | Tigres UANL                               | Martín Rodríguez         | Irapuato          | 12 | Alfredo Tena (2)            | Pachuca       |  |
| Verano 2002       | América (9)                               | 0–2                                       | Necaxa                                    | Sebastián Abreu (2)      | Cruz Azul         | 19 | Manuel Lapuente (5)         | América       |  |
| Verano 2002       | América (9)                               | 3–0 (pd)                                  | Necaxa                                    | Sebastián Abreu (2)      | Cruz Azul         | 19 | Manuel Lapuente (5)         | América       |  |
| Apertura 2002     | Toluca (7)                                | 0–1                                       | Morelia                                   | José Cardozo (3)         | Toluca            | 29 | Alberto Jorge               | Toluca        |  |
| Apertura 2002     | Toluca (7)                                | 4–1                                       | Morelia                                   | José Cardozo (3)         | Toluca            | 29 | Alberto Jorge               | Toluca        |  |
| Clausura 2003     | Monterrey (2)                             | 3–1                                       | Morelia                                   | José Cardozo (4)         | Toluca            | 21 | Daniel Passarella           | Monterrey     |  |
| Clausura 2003     | Monterrey (2)                             | 0–0                                       | Morelia                                   | José Cardozo (4)         | Toluca            | 21 | Daniel Passarella           | Monterrey     |  |
| Apertura 2003     | Pachuca (3)                               | 3–1                                       | Tigres UANL                               | Luis Gabriel Rey         | Atlante           | 15 | Víctor Manuel Vucetich (3)  | Pachuca       |  |
| Apertura 2003     | Pachuca (3)                               | 0–1                                       | Tigres UANL                               | Luis Gabriel Rey         | Atlante           | 15 | Víctor Manuel Vucetich (3)  | Pachuca       |  |
| Clausura 2004     | Pumas UNAM (4)                            | 1–1                                       | Guadalajara                               | Bruno Marioni            | Pumas UNAM        | 16 | Hugo Sánchez                | Pumas UNAM    |  |
| Clausura 2004     | Pumas UNAM (4)                            | 0–0 (5–4 k)                               | Guadalajara                               | Andrés Silvera           | Tigres UANL       | 16 | Hugo Sánchez                | Pumas UNAM    |  |
| Apertura 2004     | Pumas UNAM (5)                            | 2–1                                       | Monterrey                                 | Guillermo Franco         | Monterrey         | 15 | Hugo Sánchez (2)            | Pumas UNAM    |  |
| Apertura 2004     | Pumas UNAM (5)                            | 1–0                                       | Monterrey                                 | Guillermo Franco         | Monterrey         | 15 | Hugo Sánchez (2)            | Pumas UNAM    |  |
| Clausura 2005     | América (10)                              | 1–1                                       | Tecos UAG                                 | Vicente Matías Vuoso     | Santos Laguna     | 15 | Mario Carrillo              | América       |  |
| Clausura 2005     | América (10)                              | 6–3                                       | Tecos UAG                                 | Vicente Matías Vuoso     | Santos Laguna     | 15 | Mario Carrillo              | América       |  |
| Apertura 2005     | Toluca (8)                                | 3–3                                       | Monterrey                                 | Sebastián Abreu (3)      | Dorados           | 11 | Américo Gallego             | Toluca        |  |
| Apertura 2005     | Toluca (8)                                | 3–3                                       | Monterrey                                 | Kléber Boas              | América           | 11 | Américo Gallego             | Toluca        |  |
| Apertura 2005     | Toluca (8)                                | 3–0                                       | Monterrey                                 | Walter Gaitán            | Tigres UANL       | 11 | Américo Gallego             | Toluca        |  |
| Apertura 2005     | Toluca (8)                                | 3–0                                       | Monterrey                                 | Vicente Matías Vuoso (2) | Santos Laguna     | 11 | Américo Gallego             | Toluca        |  |
| Clausura 2006     | Pachuca (4)                               | 0–0                                       | San Luis                                  | Sebastián Abreu (4)      | Dorados           | 11 | José Luis Trejo             | Pachuca       |  |
| Clausura 2006     | Pachuca (4)                               | 1–0                                       | San Luis                                  | Salvador Cabañas         | Chiapas           | 11 | José Luis Trejo             | Pachuca       |  |
| Apertura 2006     | Guadalajara (11)                          | 1–1                                       | Toluca                                    | Bruno Marioni (2)        | Toluca            | 11 | José Manuel de la Torre     | Guadalajara   |  |
| Apertura 2006     | Guadalajara (11)                          | 2–1                                       | Toluca                                    | Bruno Marioni (2)        | Toluca            | 11 | José Manuel de la Torre     | Guadalajara   |  |
| Clausura 2007     | Pachuca (5)                               | 2–1                                       | América                                   | Omar Bravo               | Guadalajara       | 11 | Enrique Meza (4)            | Pachuca       |  |
| Clausura 2007     | Pachuca (5)                               | 1–1                                       | América                                   | Omar Bravo               | Guadalajara       | 11 | Enrique Meza (4)            | Pachuca       |  |
| Apertura 2007     | Atlante (3)                               | 0–0                                       | Pumas UNAM                                | Alfredo Moreno           | San Luis          | 18 | José Guadalupe Cruz         | Atlante       |  |
| Apertura 2007     | Atlante (3)                               | 2–1                                       | Pumas UNAM                                | Alfredo Moreno           | San Luis          | 18 | José Guadalupe Cruz         | Atlante       |  |
| Clausura 2008     | Santos Laguna (3)                         | 2–1                                       | Cruz Azul                                 | Humberto Suazo           | Monterrey         | 13 | Daniel Guzmán               | Santos Laguna |  |
| Clausura 2008     | Santos Laguna (3)                         | 1–1                                       | Cruz Azul                                 | Humberto Suazo           | Monterrey         | 13 | Daniel Guzmán               | Santos Laguna |  |
| Apertura 2008     | Toluca (9)                                | 2–0                                       | Cruz Azul                                 | Héctor Mancilla          | Toluca            | 11 | José Manuel de la Torre (2) | Toluca        |  |
| Apertura 2008     | Toluca (9)                                | 0–2 (7–6 k)                               | Cruz Azul                                 | Héctor Mancilla          | Toluca            | 11 | José Manuel de la Torre (2) | Toluca        |  |
| Clausura 2009     | Pumas UNAM (6)                            | 1–0                                       | Pachuca                                   | Héctor Mancilla (2)      | Toluca            | 14 | Ricardo Ferretti (2)        | Pumas UNAM    |  |
| Clausura 2009     | Pumas UNAM (6)                            | 2–2 (pd)                                  | Pachuca                                   | Héctor Mancilla (2)      | Toluca            | 14 | Ricardo Ferretti (2)        | Pumas UNAM    |  |
| Apertura 2009     | Monterrey (3)                             | 4–3                                       | Cruz Azul                                 | Emanuel Villa            | Cruz Azul         | 17 | Víctor Manuel Vucetich (4)  | Monterrey     |  |
| Apertura 2009     | Monterrey (3)                             | 2–1                                       | Cruz Azul                                 | Emanuel Villa            | Cruz Azul         | 17 | Víctor Manuel Vucetich (4)  | Monterrey     |  |
| Bicentenario 2010 | Toluca (10)                               | 2–2                                       | Santos Laguna                             | Johan Fano               | Atlante           | 10 | José Manuel de la Torre (3) | Toluca        |  |
| Bicentenario 2010 | Toluca (10)                               | 0–0 (4–3 k)                               | Santos Laguna                             | Hérculez Gómez           | Puebla            | 10 | José Manuel de la Torre (3) | Toluca        |  |
| Bicentenario 2010 | Toluca (10)                               | 0–0 (4–3 k)                               | Santos Laguna                             | Javier Hernández         | Guadalajara       | 10 | José Manuel de la Torre (3) | Toluca        |  |
| Apertura 2010     | Monterrey (4)                             | 2–3                                       | Santos Laguna                             | Christian Benítez        | Santos Laguna     | 14 | Víctor Manuel Vucetich (5)  | Monterrey     |  |
| Apertura 2010     | Monterrey (4)                             | 3–0                                       | Santos Laguna                             | Christian Benítez        | Santos Laguna     | 14 | Víctor Manuel Vucetich (5)  | Monterrey     |  |
| Clausura 2011     | Pumas UNAM (7)                            | 1–1                                       | Morelia                                   | Ángel Reyna              | América           | 13 | Guillermo Vázquez           | Pumas UNAM    |  |
| Clausura 2011     | Pumas UNAM (7)                            | 2–1                                       | Morelia                                   | Ángel Reyna              | América           | 13 | Guillermo Vázquez           | Pumas UNAM    |  |
| Apertura 2011     | Tigres UANL (3)                           | 1–0                                       | Santos Laguna                             | Iván Alonso              | Toluca            | 11 | Ricardo Ferretti (3)        | Tigres UANL   |  |
| Apertura 2011     | Tigres UANL (3)                           | 3–1                                       | Santos Laguna                             | Iván Alonso              | Toluca            | 11 | Ricardo Ferretti (3)        | Tigres UANL   |  |
| Clausura 2012     | Santos Laguna (4)                         | 1–1                                       | Monterrey                                 | Iván Alonso (2)          | Toluca            | 14 | Benjamín Galindo            | Santos Laguna |  |
| Clausura 2012     | Santos Laguna (4)                         | 2–1                                       | Monterrey                                 | Christian Benítez (2)    | América           | 14 | Benjamín Galindo            | Santos Laguna |  |
| Apertura 2012     | Tijuana (1)                               | 2–1                                       | Toluca                                    | Christian Benítez (3)    | América           | 11 | Antonio Mohamed             | Tijuana       |  |
| Apertura 2012     | Tijuana (1)                               | 2–0                                       | Toluca                                    | Esteban Paredes          | Atlante           | 11 | Antonio Mohamed             | Tijuana       |  |
| Clausura 2013     | América (11)                              | 0–1                                       | Cruz Azul                                 | Christian Benítez (4)    | América           | 12 | Miguel Herrera              | América       |  |
| Clausura 2013     | América (11)                              | 2–1 (4–2 k)                               | Cruz Azul                                 | Christian Benítez (4)    | América           | 12 | Miguel Herrera              | América       |  |
| Apertura 2013     | León (6)                                  | 2–0                                       | América                                   | Pablo Velázquez          | Toluca            | 12 | Gustavo Matosas             | León          |  |
| Apertura 2013     | León (6)                                  | 3–1                                       | América                                   | Pablo Velázquez          | Toluca            | 12 | Gustavo Matosas             | León          |  |
| Clausura 2014     | León (7)                                  | 2–3                                       | Pachuca                                   | Enner Valencia           | Pachuca           | 12 | Gustavo Matosas (2)         | León          |  |
| Clausura 2014     | León (7)                                  | 2–0 (pd)                                  | Pachuca                                   | Enner Valencia           | Pachuca           | 12 | Gustavo Matosas (2)         | León          |  |
| Apertura 2014     | América (12)                              | 0–1                                       | Tigres UANL                               | Mauro Boselli            | León              | 12 | Antonio Mohamed (2)         | América       |  |
| Apertura 2014     | América (12)                              | 3–0                                       | Tigres UANL                               | Camilo Sanvezzo          | Querétaro         | 12 | Antonio Mohamed (2)         | América       |  |
| Clausura 2015     | Santos Laguna (5)                         | 5–0                                       | Querétaro                                 | Dorlan Pabón             | Monterrey         | 10 | Pedro Caixinha              | Santos Laguna |  |
| Clausura 2015     | Santos Laguna (5)                         | 0–3                                       | Querétaro                                 | Dorlan Pabón             | Monterrey         | 10 | Pedro Caixinha              | Santos Laguna |  |
| Apertura 2015     | Tigres UANL (4)                           | 3–0                                       | Pumas UNAM                                | Mauro Boselli (2)        | León              | 13 | Ricardo Ferretti (4)        | Tigres UANL   |  |
| Apertura 2015     | Tigres UANL (4)                           | 1–4 (4–2 k)                               | Pumas UNAM                                | Emanuel Villa (2)        | Querétaro         | 13 | Ricardo Ferretti (4)        | Tigres UANL   |  |
| Clausura 2016     | Pachuca (6)                               | 1–0                                       | Monterrey                                 | André-Pierre Gignac      | Tigres UANL       | 13 | Diego Alonso                | Pachuca       |  |
| Clausura 2016     | Pachuca (6)                               | 1–1                                       | Monterrey                                 | André-Pierre Gignac      | Tigres UANL       | 13 | Diego Alonso                | Pachuca       |  |
| Apertura 2016     | Tigres UANL (5)                           | 1–1                                       | América                                   | Dayro Moreno             | Tijuana           | 11 | Ricardo Ferretti (5)        | Tigres UANL   |  |
| Apertura 2016     | Tigres UANL (5)                           | 1–1 (3–0 k)                               | América                                   | Raúl Ruidíaz             | Morelia           | 11 | Ricardo Ferretti (5)        | Tigres UANL   |  |
| Clausura 2017     | Guadalajara (12)                          | 2–2                                       | Tigres UANL                               | Raúl Ruidíaz (2)         | Morelia           | 9  | Matías Almeyda              | Guadalajara   |  |
| Clausura 2017     | Guadalajara (12)                          | 2–1                                       | Tigres UANL                               | Raúl Ruidíaz (2)         | Morelia           | 9  | Matías Almeyda              | Guadalajara   |  |
| Apertura 2017     | Tigres UANL (6)                           | 1–1                                       | Monterrey                                 | Mauro Boselli (3)        | León              | 11 | Ricardo Ferretti (6)        | Tigres UANL   |  |
| Apertura 2017     | Tigres UANL (6)                           | 2–1                                       | Monterrey                                 | Avilés Hurtado           | Monterrey         | 11 | Ricardo Ferretti (6)        | Tigres UANL   |  |
| Clausura 2018     | Santos Laguna (6)                         | 2–1                                       | Toluca                                    | Djaniny                  | Santos Laguna     | 14 | Robert Dante Siboldi        | Santos Laguna |  |
| Clausura 2018     | Santos Laguna (6)                         | 1–1                                       | Toluca                                    | Djaniny                  | Santos Laguna     | 14 | Robert Dante Siboldi        | Santos Laguna |  |
| Apertura 2018     | América (13)                              | 0–0                                       | Cruz Azul                                 | André-Pierre Gignac (2)  | Tigres UANL       | 14 | Miguel Herrera (2)          | América       |  |
| Apertura 2018     | América (13)                              | 2–0                                       | Cruz Azul                                 | André-Pierre Gignac (2)  | Tigres UANL       | 14 | Miguel Herrera (2)          | América       |  |
| Clausura 2019     | Tigres UANL (7)                           | 1–0                                       | León                                      | Ángel Mena               | León              | 14 | Ricardo Ferretti (7)        | Tigres UANL   |  |
| Clausura 2019     | Tigres UANL (7)                           | 0–0                                       | León                                      | Ángel Mena               | León              | 14 | Ricardo Ferretti (7)        | Tigres UANL   |  |
| Apertura 2019     | Monterrey (5)                             | 2–1                                       | América                                   | Alan Pulido              | Guadalajara       | 12 | Antonio Mohamed (3)         | Monterrey     |  |
| Apertura 2019     | Monterrey (5)                             | 1–2 (4–2 k)                               | América                                   | Mauro Quiroga            | Necaxa            | 12 | Antonio Mohamed (3)         | Monterrey     |  |
| Clausura 2020     | przerwane ze względu na pandemię COVID-19 | przerwane ze względu na pandemię COVID-19 | przerwane ze względu na pandemię COVID-19 |                          |                   |    |                             |               |  |
| Guard1anes 2020   | León (8)                                  | 1–1                                       | Pumas UNAM                                | Jonathan Rodríguez       | Cruz Azul         | 12 | Ignacio Ambriz              | León          |  |
| Guard1anes 2020   | León (8)                                  | 2–0                                       | Pumas UNAM                                | Jonathan Rodríguez       | Cruz Azul         | 12 | Ignacio Ambriz              | León          |  |
| Guard1anes 2021   | Cruz Azul (9)                             | 1–0                                       | Santos Laguna                             | Alexis Canelo            | Toluca            | 11 | Juan Reynoso                | Cruz Azul     |  |
| Guard1anes 2021   | Cruz Azul (9)                             | 1–1                                       | Santos Laguna                             | Alexis Canelo            | Toluca            | 11 | Juan Reynoso                | Cruz Azul     |  |
| Apertura 2021     | Atlas (2)                                 | 2–3                                       | León                                      | Germán Berterame         | Atlético San Luis | 9  | Diego Cocca                 | Atlas         |  |
| Apertura 2021     | Atlas (2)                                 | 1–0 (4–3 k)                               | León                                      | Nicolás López            | Tigres UANL       | 9  | Diego Cocca                 | Atlas         |  |
| Clausura 2022     | Atlas (3)                                 | 2–0                                       | Pachuca                                   | André-Pierre Gignac (3)  | Tigres UANL       | 11 | Diego Cocca (2)             | Atlas         |  |
| Clausura 2022     | Atlas (3)                                 | 1–2                                       | Pachuca                                   | André-Pierre Gignac (3)  | Tigres UANL       | 11 | Diego Cocca (2)             | Atlas         |  |
| Apertura 2022     | Pachuca (7)                               | 5–1                                       | Toluca                                    | Nicolás Ibáñez           | Pachuca           | 11 | Guillermo Almada            | Pachuca       |  |
| Apertura 2022     | Pachuca (7)                               | 3–1                                       | Toluca                                    | Nicolás Ibáñez           | Pachuca           | 11 | Guillermo Almada            | Pachuca       |  |
| Clausura 2023     | Tigres UANL (8)                           | 0–0                                       | Guadalajara                               | Henry Martín             | América           | 14 | Robert Dante Siboldi (2)    | Tigres UANL   |  |
| Clausura 2023     | Tigres UANL (8)                           | 3–2 (pd)                                  | Guadalajara                               | Henry Martín             | América           | 14 | Robert Dante Siboldi (2)    | Tigres UANL   |  |
| Apertura 2023     | América (14)                              | 1–1                                       | Tigres UANL                               | Harold Preciado          | Santos Laguna     | 11 | André Jardine               | América       |  |
| Apertura 2023     | América (14)                              | 3–0 (pd)                                  | Tigres UANL                               | Harold Preciado          | Santos Laguna     | 11 | André Jardine               | América       |  |
| Clausura 2024     | América (15)                              | 1–1                                       | Cruz Azul                                 | Uriel Antuna             | Cruz Azul         | 8  | André Jardine (2)           | América       |  |
| Clausura 2024     | América (15)                              | 1–1                                       | Cruz Azul                                 | Diber Cambindo           | Necaxa            | 8  | André Jardine (2)           | América       |  |
| Clausura 2024     | América (15)                              | 1–0                                       | Cruz Azul                                 | Salomón Rondón           | Pachuca           | 8  | André Jardine (2)           | América       |  |
| Clausura 2024     | América (15)                              | 1–0                                       | Cruz Azul                                 | Federico Viñas           | León              | 8  | André Jardine (2)           | América       |  |
| Apertura 2024     | América (16)                              | 2–1                                       | Monterrey                                 | Paulinho                 | Toluca            | 13 | André Jardine (3)           | América       |  |
| Apertura 2024     | América (16)                              | 1–1                                       | Monterrey                                 | Paulinho                 | Toluca            | 13 | André Jardine (3)           | América       |  |
| Clausura 2025     | Toluca (11)                               | 0–0                                       | América                                   | Uroš Đurđević            | Atlas             | 12 | Antonio Mohamed (4)         | Toluca        |  |
| Clausura 2025     | Toluca (11)                               | 2–0                                       | América                                   | Paulinho (2)             | Toluca            | 12 | Antonio Mohamed (4)         | Toluca        |  |
| Clausura 2025     | Toluca (11)                               | 2–0                                       | América                                   | José Raúl Zúñiga         | Tijuana           | 12 | Antonio Mohamed (4)         | Toluca        |  |

Legenda:
- pd – po dogrywce
- k – seria rzutów karnych

W kolumnie „mistrz” w nawiasie podano, który w swojej historii tytuł mistrzowski zdobył dany klub.

W kolumnie „zawodnik” w nawiasie podano, który w swojej karierze tytuł króla strzelców zdobył piłkarz.

W kolumnie „trener” w nawiasie podano, który w swojej karierze tytuł mistrza zdobył trener.

## Klasyfikacja medalowa
| 1.  | América          | 16 | 11 | 1966  | 1971  | 1976  | 1984  | 1985  | P1985 | 1988  | 1989  | V2002 | C2005 | 1960  | 1962  | 1964  | 1967  | 1972  | 1991  | C2007 | A2013 | A2016 | A2019 |  |  |  |
| 1.  | América          | 16 | 11 | C2013 | A2014 | A2018 | A2023 | C2024 | A2024 |       |       |       |       | C2025 |       |       |       |       |       |       |       |       |       |  |  |  |
|     |                  |    |    |       |       |       |       |       |       |       |       |       |       |       |       |       |       |       |       |       |       |       |       |  |  |  |
| 2.  | Guadalajara      | 12 | 10 | 1957  | 1959  | 1960  | 1961  | 1962  | 1964  | 1965  | 1970  | 1987  | V1997 | 1952  | 1955  | 1963  | 1969  | M1970 | 1983  | 1984  | I1998 | C2004 | C2023 |  |  |  |
| 2.  | Guadalajara      | 12 | 10 | A2006 | C2017 |       |       |       |       |       |       |       |       |       |       |       |       |       |       |       |       |       |       |  |  |  |
|     |                  |    |    |       |       |       |       |       |       |       |       |       |       |       |       |       |       |       |       |       |       |       |       |  |  |  |
| 3.  | Toluca           | 11 | 8  | 1967  | 1968  | 1975  | V1998 | V1999 | V2000 | A2002 | A2005 | A2008 | B2010 | 1957  | 1958  | 1971  | I2000 | A2006 | A2012 | C2018 | A2022 |       |       |  |  |  |
| 3.  | Toluca           | 11 | 8  | C2025 |       |       |       |       |       |       |       |       |       |       |       |       |       |       |       |       |       |       |       |  |  |  |
|     |                  |    |    |       |       |       |       |       |       |       |       |       |       |       |       |       |       |       |       |       |       |       |       |  |  |  |
| 4.  | Cruz Azul        | 9  | 12 | 1969  | M1970 | 1972  | 1973  | 1974  | 1979  | 1980  | I1997 | G2021 |       | 1970  | 1981  | 1987  | 1989  | 1995  | I1999 | C2008 | A2008 | A2009 | C2013 |  |  |  |
| 4.  | Cruz Azul        | 9  | 12 |       |       |       |       |       |       |       |       |       |       | A2018 | C2024 |       |       |       |       |       |       |       |       |  |  |  |
|     |                  |    |    |       |       |       |       |       |       |       |       |       |       |       |       |       |       |       |       |       |       |       |       |  |  |  |
| 5.  | León             | 8  | 7  | 1948  | 1949  | 1952  | 1956  | 1992  | A2013 | C2014 | G2020 |       |       | 1947  | 1959  | 1973  | 1975  | I1997 | C2019 | A2021 |       |       |       |  |  |  |
|     |                  |    |    |       |       |       |       |       |       |       |       |       |       |       |       |       |       |       |       |       |       |       |       |  |  |  |
| 6.  | Tigres UANL      | 8  | 6  | 1978  | 1982  | A2011 | A2015 | A2016 | A2017 | C2019 | C2023 |       |       | 1980  | I2001 | A2003 | A2014 | C2017 | A2023 |       |       |       |       |  |  |  |
|     |                  |    |    |       |       |       |       |       |       |       |       |       |       |       |       |       |       |       |       |       |       |       |       |  |  |  |
| 7.  | Pumas UNAM       | 7  | 8  | 1977  | 1981  | 1991  | C2004 | A2004 | C2009 | C2011 |       |       |       | 1968  | 1978  | 1979  | 1985  | 1988  | A2007 | A2015 | G2020 |       |       |  |  |  |
|     |                  |    |    |       |       |       |       |       |       |       |       |       |       |       |       |       |       |       |       |       |       |       |       |  |  |  |
| 8.  | Pachuca          | 7  | 4  | I1999 | I2001 | A2003 | C2006 | C2007 | C2016 | A2022 |       |       |       | V2001 | C2009 | C2014 | C2022 |       |       |       |       |       |       |  |  |  |
|     |                  |    |    |       |       |       |       |       |       |       |       |       |       |       |       |       |       |       |       |       |       |       |       |  |  |  |
| 9.  | Santos Laguna    | 6  | 6  | I1996 | V2001 | C2008 | C2012 | C2015 | C2018 |       |       |       |       | 1994  | V2000 | B2010 | A2010 | A2011 | G2021 |       |       |       |       |  |  |  |
|     |                  |    |    |       |       |       |       |       |       |       |       |       |       |       |       |       |       |       |       |       |       |       |       |  |  |  |
| 10. | Monterrey        | 5  | 7  | M1986 | C2003 | A2009 | A2010 | A2019 |       |       |       |       |       | 1993  | A2004 | A2005 | C2012 | C2016 | A2017 | A2024 |       |       |       |  |  |  |
|     |                  |    |    |       |       |       |       |       |       |       |       |       |       |       |       |       |       |       |       |       |       |       |       |  |  |  |
| 11. | Atlante          | 3  | 4  | 1947  | 1993  | A2007 |       |       |       |       |       |       |       | 1946  | 1950  | 1951  | 1982  |       |       |       |       |       |       |  |  |  |
|     |                  |    |    |       |       |       |       |       |       |       |       |       |       |       |       |       |       |       |       |       |       |       |       |  |  |  |
| 12. | Necaxa           | 3  | 3  | 1995  | 1996  | I1998 |       |       |       |       |       |       |       | I1996 | V1998 | V2002 |       |       |       |       |       |       |       |  |  |  |
| 12. |                  |    |    |       |       |       |       |       |       |       |       |       |       |       |       |       |       |       |       |       |       |       |       |  |  |  |
| 12. | Atlas            | 3  | 3  | 1951  | A2021 | C2022 |       |       |       |       |       |       |       | 1949  | 1966  | V1999 |       |       |       |       |       |       |       |  |  |  |
|     |                  |    |    |       |       |       |       |       |       |       |       |       |       |       |       |       |       |       |       |       |       |       |       |  |  |  |
| 14. | Puebla           | 2  | 2  | 1983  | 1990  |       |       |       |       |       |       |       |       | 1945  | 1992  |       |       |       |       |       |       |       |       |  |  |  |
|     |                  |    |    |       |       |       |       |       |       |       |       |       |       |       |       |       |       |       |       |       |       |       |       |  |  |  |
| 15. | Zacatepec        | 2  | 1  | 1955  | 1958  |       |       |       |       |       |       |       |       | 1953  |       |       |       |       |       |       |       |       |       |  |  |  |
|     |                  |    |    |       |       |       |       |       |       |       |       |       |       |       |       |       |       |       |       |       |       |       |       |  |  |  |
| 16. | Veracruz         | 2  | 0  | 1946  | 1950  |       |       |       |       |       |       |       |       |       |       |       |       |       |       |       |       |       |       |  |  |  |
|     |                  |    |    |       |       |       |       |       |       |       |       |       |       |       |       |       |       |       |       |       |       |       |       |  |  |  |
| 17. | Oro              | 1  | 5  | 1963  |       |       |       |       |       |       |       |       |       | 1948  | 1954  | 1956  | 1961  | 1965  |       |       |       |       |       |  |  |  |
|     |                  |    |    |       |       |       |       |       |       |       |       |       |       |       |       |       |       |       |       |       |       |       |       |  |  |  |
| 18. | Morelia          | 1  | 3  | I2000 |       |       |       |       |       |       |       |       |       | A2002 | C2003 | C2011 |       |       |       |       |       |       |       |  |  |  |
|     |                  |    |    |       |       |       |       |       |       |       |       |       |       |       |       |       |       |       |       |       |       |       |       |  |  |  |
| 20. | España           | 1  | 1  | 1945  |       |       |       |       |       |       |       |       |       | 1944  |       |       |       |       |       |       |       |       |       |  |  |  |
| 20. |                  |    |    |       |       |       |       |       |       |       |       |       |       |       |       |       |       |       |       |       |       |       |       |  |  |  |
| 20. | Tecos UAG        | 1  | 1  | 1994  |       |       |       |       |       |       |       |       |       | C2005 |       |       |       |       |       |       |       |       |       |  |  |  |
|     |                  |    |    |       |       |       |       |       |       |       |       |       |       |       |       |       |       |       |       |       |       |       |       |  |  |  |
| 22. | Asturias         | 1  | 0  | 1944  |       |       |       |       |       |       |       |       |       |       |       |       |       |       |       |       |       |       |       |  |  |  |
| 22. |                  |    |    |       |       |       |       |       |       |       |       |       |       |       |       |       |       |       |       |       |       |       |       |  |  |  |
| 22. | Tampico          | 1  | 0  | 1953  |       |       |       |       |       |       |       |       |       |       |       |       |       |       |       |       |       |       |       |  |  |  |
| 22. |                  |    |    |       |       |       |       |       |       |       |       |       |       |       |       |       |       |       |       |       |       |       |       |  |  |  |
| 22. | Marte            | 1  | 0  | 1954  |       |       |       |       |       |       |       |       |       |       |       |       |       |       |       |       |       |       |       |  |  |  |
| 22. |                  |    |    |       |       |       |       |       |       |       |       |       |       |       |       |       |       |       |       |       |       |       |       |  |  |  |
| 22. | Tijuana          | 1  | 0  | A2012 |       |       |       |       |       |       |       |       |       |       |       |       |       |       |       |       |       |       |       |  |  |  |
|     |                  |    |    |       |       |       |       |       |       |       |       |       |       |       |       |       |       |       |       |       |       |       |       |  |  |  |
| 25. | UdeG             | 0  | 3  |       |       |       |       |       |       |       |       |       |       | 1976  | 1977  | 1990  |       |       |       |       |       |       |       |  |  |  |
|     |                  |    |    |       |       |       |       |       |       |       |       |       |       |       |       |       |       |       |       |       |       |       |       |  |  |  |
| 26. | Tampico Madero   | 0  | 2  |       |       |       |       |       |       |       |       |       |       | P1985 | M1986 |       |       |       |       |       |       |       |       |  |  |  |
|     |                  |    |    |       |       |       |       |       |       |       |       |       |       |       |       |       |       |       |       |       |       |       |       |  |  |  |
| 27. | Atlético Español | 0  | 1  |       |       |       |       |       |       |       |       |       |       | 1974  |       |       |       |       |       |       |       |       |       |  |  |  |
| 27. |                  |    |    |       |       |       |       |       |       |       |       |       |       |       |       |       |       |       |       |       |       |       |       |  |  |  |
| 27. | Celaya           | 0  | 1  |       |       |       |       |       |       |       |       |       |       | 1996  |       |       |       |       |       |       |       |       |       |  |  |  |
| 27. |                  |    |    |       |       |       |       |       |       |       |       |       |       |       |       |       |       |       |       |       |       |       |       |  |  |  |
| 27. | Toros Neza       | 0  | 1  |       |       |       |       |       |       |       |       |       |       | V1997 |       |       |       |       |       |       |       |       |       |  |  |  |
| 27. |                  |    |    |       |       |       |       |       |       |       |       |       |       |       |       |       |       |       |       |       |       |       |       |  |  |  |
| 27. | San Luis         | 0  | 1  |       |       |       |       |       |       |       |       |       |       | C2006 |       |       |       |       |       |       |       |       |       |  |  |  |
| 27. |                  |    |    |       |       |       |       |       |       |       |       |       |       |       |       |       |       |       |       |       |       |       |       |  |  |  |
| 27. | Querétaro        | 0  | 1  |       |       |       |       |       |       |       |       |       |       | C2015 |       |       |       |       |       |       |       |       |       |  |  |  |

Pogrubioną czcionką zaznaczono kluby, które aktualnie występują w lidze.

## Rekordy indywidualne

### Najwięcej występów
| #   | Zawodnik              | Narodowość | Lata      | Mecze | Kluby |
| --- | --------------------- | ---------- | --------- | ----- | --- |
| 1.  | Óscar Pérez           | Meksyk     | 1993–2019 | 736   | Cruz Azul (416), Pachuca (164), San Luis (62), Necaxa (34), Tigres UANL (30), Jaguares (30)                                                            |
| 2.  | Oswaldo Sánchez       | Meksyk     | 1993–2014 | 725   | Santos Laguna (296), Guadalajara (272), Atlas (81), América (76)                                                                                       |
| 3.  | Benjamín Galindo      | Meksyk     | 1979–2001 | 706   | Guadalajara (296), Tampico Madero (135), Santos Laguna (101), Tampico (76), Cruz Azul (72), Pachuca (20)                                               |
| 4.  | Jesús Corona          | Meksyk     | 2003–     | 685   | Cruz Azul (452), Tecos UAG (168), Atlas (47), Tijuana (18)                                                                                             |
| 5.  | Juan Pablo Rodríguez  | Meksyk     | 1997–2018 | 684   | Santos Laguna (292), Atlas (204), Tecos UAG (107), Morelia (68), Guadalajara (13)                                                                      |
| 6.  | Rodrigo Ruiz          | Chile      | 1994–2012 | 638   | Santos Laguna (294), Toros Neza (132), Estudiantes Tecos (130), Puebla (65), Veracruz (17)                                                             |
| 7.  | Adolfo Ríos           | Meksyk     | 1985–2004 | 635   | Veracruz (247), Pumas UNAM (176), América (141), Necaxa (71)                                                                                           |
| 8.  | Miguel España         | Meksyk     | 1983–2003 | 631   | Pumas UNAM (410), Santos Laguna (187), Tigres UANL (34)                                                                                                |
| 9.  | Julio César Domínguez | Meksyk     | 2006–     | 624   | Cruz Azul (562), Atlético San Luis (62) |
| 10. | Alfonso Sosa          | Meksyk     | 1985–2004 | 610   | UdeG (226), Pachuca (138), Puebla (73), León (71), Cruz Azul (36), Monterrey (34), Querétaro (32)                                                      |
| 11. | Cristóbal Ortega      | Meksyk     | 1974–1992 | 608   | América |
| 11. | Sinha                 | Meksyk     | 1999–2017 | 608   | Toluca (543), Querétaro (48), Monterrey (17) |
| 13. | Israel López          | Meksyk     | 1993–2012 | 607   | Pumas UNAM (238), Toluca (221), Cruz Azul (67), Guadalajara (35), Querétaro (18), Estudiantes Tecos (17), Necaxa (11)                                  |
| 14. | Carlos Morales        | Meksyk     | 1998–2018 | 602   | Morelia (321), Santos Laguna (86), Toluca (72), Tigres UANL (61), Estudiantes Tecos (34), Lobos BUAP (20), Pachuca (8)                                 |
| 15. | Zague                 | Meksyk     | 1985–2003 | 577   | América (401), Necaxa (104), Atlante (72) |
| 16. | Sergio Lira           | Meksyk     | 1978–1996 | 564   | Tampico Madero (215), Tampico (112), Puebla (91), Tigres UANL (67), Oaxtepec (57), Atlante (22)                                                        |
| 17. | Jaime Ordiales        | Meksyk     | 1982–2003 | 563   | León (139), Guadalajara (101), Tecos UAG (74), Necaxa (57), Cruz Azul (53), Deportivo Neza (52), Toluca (41), Puebla (23), La Piedad (18), Pachuca (5) |
| 18. | Moisés Muñoz          | Meksyk     | 1999–2018 | 556   | Morelia (282), América (176), Atlante (53), Puebla (28), Chiapas (17)                                                                                  |
| 19. | Carlos Hermosillo     | Meksyk     | 1984–2001 | 555   | Cruz Azul (239), América (198), Monterrey (36), Guadalajara (36), Necaxa (30), Atlante (16)                                                            |
| 20. | Braulio Luna          | Meksyk     | 1994–2012 | 553   | San Luis (124), América (116), Pumas UNAM (108), Necaxa (85), Veracruz (64), Estudiantes Tecos (30), Pachuca (26)                                      |

Stan na 1 lipca 2025.
Pogrubioną czcionką zaznaczono piłkarzy, którzy aktualnie występują w lidze.

### Najwięcej goli
| #   | Zawodnik              | Narodowość | Lata      | Gole | Kluby |
| --- | --------------------- | ---------- | --------- | ---- | --- |
| 1.  | Cabinho               | Brazylia   | 1974–1988 | 312  | Pumas UNAM (151), Atlante (108), León (44), Tigres UANL (9)                                                       |
| 2.  | Carlos Hermosillo     | Meksyk     | 1983–2001 | 294  | Cruz Azul (169), América (78), Monterrey (20), Necaxa (13), Atlante (7), Guadalajara (7)                          |
| 3.  | Jared Borgetti        | Meksyk     | 1994–2010 | 252  | Santos Laguna (189), Atlas (21), Monterrey (10), Dorados (8), Pachuca (8), Cruz Azul (7), Puebla (5), Morelia (4) |
| 4.  | José Cardozo          | Paragwaj   | 1995–2005 | 249  | Toluca |
| 5.  | Horacio Casarín       | Meksyk     | 1936–1957 | 238  | Atlante (107), Necaxa (70), Zacatepec (24), España (21), América (13), Monterrey (3)                              |
| 6.  | Osvaldo Castro        | Chile      | 1972–1984 | 214  | Jalisco (91), América (45), Deportivo Neza (45), Atlético Potosino (24), Pumas UNAM (9)                           |
| 7.  | Zague                 | Meksyk     | 1985–2003 | 209  | América (162), Atlante (24), Necaxa (23)                                                                          |
| 8.  | Adalberto López       | Meksyk     | 1941–1954 | 201  | León (126), Oro (27), Guadalajara (24), Atlas (14), Atlante (10)                                                  |
| 9.  | Carlos Eloir Perucci  | Brazylia   | 1972–1984 | 197  | Atlético Español (86), Laguna (64), Cruz Azul (47)                                                                |
| 10. | Sergio Lira           | Meksyk     | 1978–1996 | 190  | Tampico Madero (102), Tampico (36), Oaxtepec (20), Tigres UANL (18), Puebla (13), Atlante (2)                     |
| 10. | André-Pierre Gignac   | Francja    | 2015–     | 190  | Tigres UANL |
| 11. | Ricardo Peláez        | Meksyk     | 1985–2000 | 187  | Necaxa (138), América (33), Guadalajara (16)                                                                      |
| 13. | Ricardo Ferretti      | Brazylia   | 1977–1991 | 182  | Pumas UNAM (116), Toluca (43), Monterrey (9), Atlas (8), Deportivo Neza (6)                                       |
| 14. | Horacio López Salgado | Meksyk     | 1967–1983 | 172  | Cruz Azul (133), América (39)                                                                                     |
| 15. | Ricardo Brandón       | Urugwaj    | 1971–1983 | 169  | Atlético Español (55), Veracruz (45), Toluca (33), Atlético Potosino (15), Atletas Campesinos (12), Oaxtepec (9)  |
| 16. | Enrique Borja         | Meksyk     | 1964–1977 | 168  | América (99), Pumas UNAM (69)                                                                                     |
| 17. | Oribe Peralta         | Meksyk     | 2003–2021 | 166  | Santos Laguna (82), América (60), Jaguares (12), Monterrey (11), Guadalajara (1)                                  |
| 18. | Daniel Guzmán         | Meksyk     | 1984–1998 | 159  | UdeG (53), Atlante (41), Guadalajara (19), Santos Laguna (18), Atlas (16), Puebla (12)                            |
| 19. | Luis García           | Meksyk     | 1987–2000 | 158  | Pumas UNAM (76), América (39), Guadalajara (20), Atlante (14), Morelia (9)                                        |
| 20. | Luis Gabriel Rey      | Kolumbia   | 2003–2017 | 156  | Atlante (53), Morelia (43), Jaguares (33), Puebla (12), América (10), Pachuca (5)                                 |

Stan na 1 lipca 2025.
Pogrubioną czcionką zaznaczono piłkarzy, którzy aktualnie występują w lidze.